# Historia del Ejército Argentino

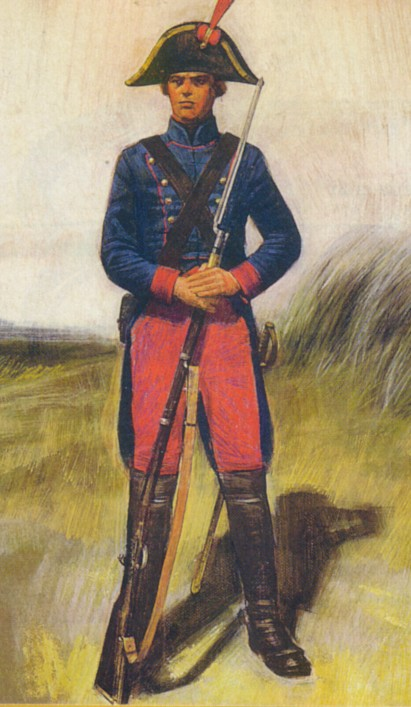
Soldado de los Dragones de la Frontera, alrededor de 1718.

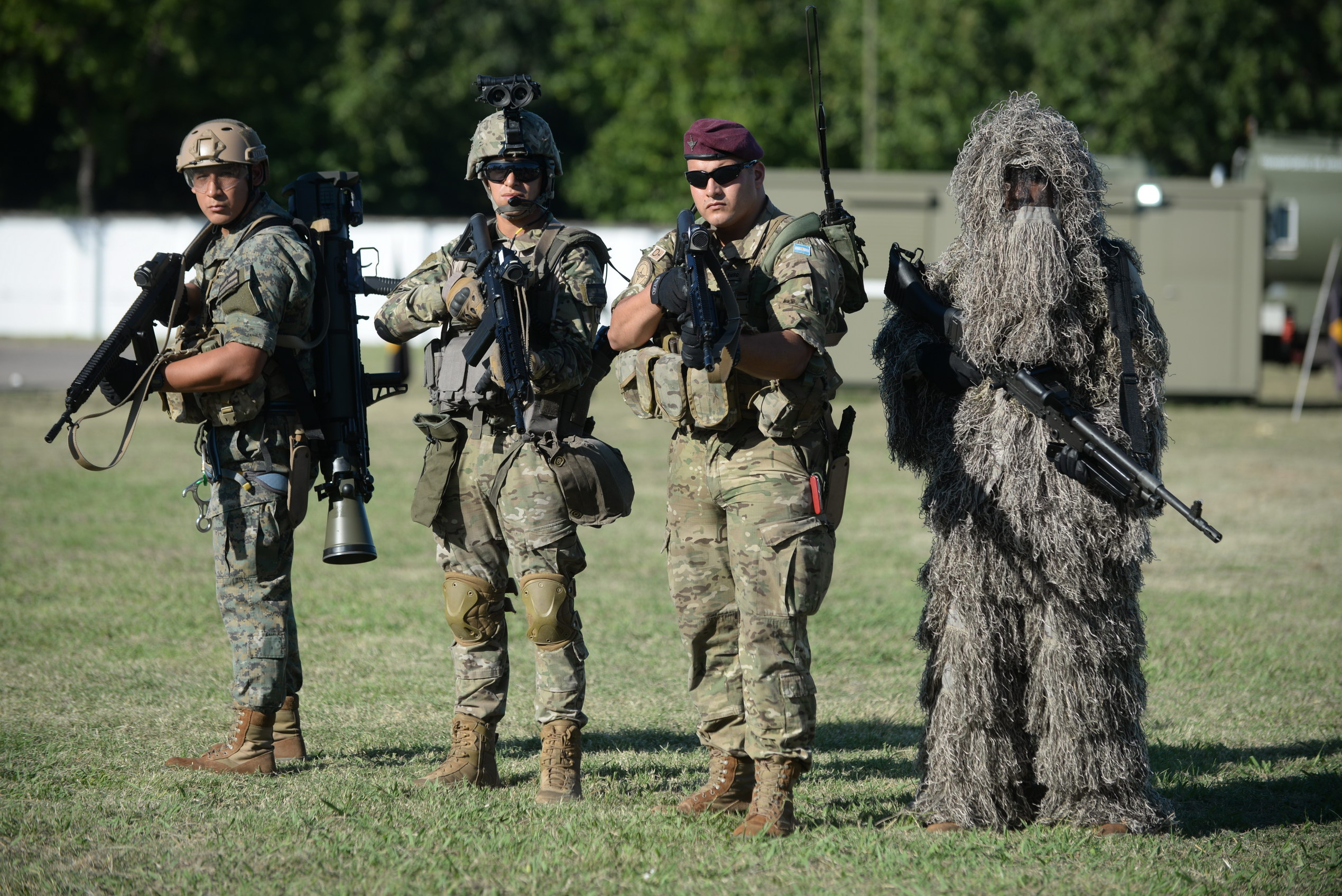
Efectivos del Ejército Argentino en 2019.

La historia del Ejército Argentino se remonta a los últimos años del Virreinato del Río de la Plata, cuando las primitivas formaciones militares coloniales se vieron enfrentadas a las Invasiones Inglesas a Buenos Aires en 1806 y 1807. Estas fueron repelidas gracias a la formación de milicias, que serían la base del futuro Ejército Argentino.
Oficialmente, la fundación del Ejército Argentino data de un decreto de la Primera Junta, inmediatamente posterior a la Revolución de Mayo. A partir de ese momento, el Ejército Argentino participó en la Guerra de Independencia, antes de verse virtualmente disuelto por causa de las guerras civiles.
Esporádicamente volvió a formarse un ejército nacional durante la guerra del Brasil y la guerra contra la Confederación Perú-Boliviana, pero durante más de medio siglo fue reemplazado por ejércitos y milicias provinciales. Durante las presidencias de Justo José de Urquiza y Bartolomé Mitre se intentó volver a reorganizar un ejército nacional, pero el mismo no pasó del papel.
La organización definitiva del Ejército Argentino se debió, según lo entiende la mayor parte de los historiadores, a la guerra del Paraguay, que permitió la formación de un ejército permanente. Fue ese ejército nacionalizado el que permitió aplastar las últimas rebeliones internas en la década de 1870 y las revoluciones radicales de finales del siglo XIX, así como también lograr la definitiva Conquista del Desierto y del Chaco.
La profesionalización definitiva del Ejército –simbolizada en gran medida por el servicio militar obligatorio de la población masculina– se logró a principios del siglo XX. Durante más de cien años, el Ejército no debió enfrentar enemigos exteriores y sus objetivos comenzaron a confundirse con acciones políticas interiores. El Ejército profesional comenzó a politizarse nuevamente y lideró sucesivos golpes de Estado en Argentina a lo largo de aproximadamente medio siglo, entre 1930 y 1976.
Desde mediados del siglo XX, el Ejército lideró la lucha contra movimientos armados de izquierda y peronistas, que derivó paulatinamente en la persecución sangrienta de toda oposición mediante acciones de terrorismo de Estado llevadas a cabo en la última dictadura cívico-militar (1976–1983). La oposición creciente a esta llevó al ilegítimo gobierno a intentar recuperar su supuesto prestigio con una misión bélica: la Guerra de las Malvinas. El fracaso de las Fuerzas Armadas destruyó el prestigio político del Ejército en forma definitiva.
Tras el regreso de la democracia en 1983 el Ejército se ha sometido a cambios, como la eliminación de la obligatoriedad del servicio militar, la inclusión de la mujer y la participación en las fuerzas de paz de las Naciones Unidas como misión subsidiaria, entre otras cosas. Ha dejado de participar en el proceso político interno, estando integrado al Estado de derecho.

## Época colonial y virreinal
Durante el tiempo en que las provincias de Argentina formaban parte del Virreinato del Perú, las guarniciones militares de las distintas gobernaciones estaban muy escasamente dotadas en lo militar. Para la defensa contra los ataques indígenas debían contar casi exclusivamente con los aportes voluntarios de los pobladores. Algunas ciudades, como Buenos Aires, capital de la Gobernación del Río de la Plata tenían reducidas guarniciones militares, destinadas a la defensa contra ataques extranjeros.
Desde 1680 en adelante, la Corona española se esforzó por aumentar la dotación de Buenos Aires y su gobernación para defenderla de la amenaza que representaba la fundación por parte de Portugal de la Colonia del Sacramento, ubicada en la margen norte del Río de la Plata. Ese esfuerzo fue en aumento en los años siguientes, y con fuerzas venidas de la Península se fundó la ciudad de Montevideo.
Bajo el gobierno de José de Andonaegui se formó un cuerpo de caballería para la defensa de la frontera indígena, los Blandengues de Buenos Aires, que defendían distintos puntos del interior de la provincia de Buenos Aires; a ellos que se unirían posteriormente cuerpos similares en Santa Fe y Montevideo. Otros cuerpos especializados en la defensa contra los indígenas, especialmente de la región chaqueña, eran los Partidarios de la Frontera, cuerpo de milicianos a sueldo.
El gobernador Pedro de Cevallos reforzó la guarnición con la llegada de más de 600 hombres, con los que intentó la conquista de Colonia. En 1764, el mismo Cevallos creó el Regimiento Fijo de Buenos Aires, un cuerpo de infantería permanente en su mayoría conformado por criollos, que gozaban de los mismos beneficios y privilegios que los soldados españoles. El regimiento fue aumentado con sucesivas incorporaciones de fuerzas venidas desde España. Pese a que su nombre indicaría que era un regimiento que debería permanecer fijo en la capital de la gobernación, en años posteriores tuvo guarniciones destacadas en Montevideo, la Fortaleza de Santa Teresa, en Córdoba, Santa Fe, Maldonado, islas Malvinas e isla Martín García.
En 1770 se creó el Regimiento de Dragones de Buenos Aires, también llamado Regimiento Fijo de Caballería. Poco después se creó el Real Cuerpo de Artillería. A principios de 1771, la guarnición veterana de Buenos Aires contaba con un total de 3151 hombres:
En 1776 el exgobernador Cevallos conquistó a Portugal la isla de Santa Catalina y Colonia del Sacramento, aunque fue obligado a devolver la primera por la paz de San Ildefonso. Traía consigo el nombramiento de primer virrey del Virreinato del Río de la Plata con capital en Buenos Aires, a cuya guarnición agregó más de mil efectivos.
En los años siguientes, las fuerzas virreinales tuvieron una actuación marginal en las campañas en que fueron aplastadas las revoluciones de Túpac Amaru II en el Perú y de Túpac Catari en el Alto Perú. En 1801 tuvieron una actuación poco destacada ante la ocupación portuguesa de las Misiones Orientales por parte de Portugal.
Las innovaciones más destacadas de los años del virreinato estuvieron relacionadas con la organización jerárquica del Ejército, con el Virrey como comandante nominal, reemplazado en el control inmediato de las fuerzas militares por un inspector general del Ejército, y un comandante general de la Frontera para la prevención de ataques indígenas. En 1801 se produjo una profunda reorganización de las milicias, dirigida por el inspector de Armas Rafael de Sobremonte.

## Invasiones Inglesas
Ante la inminencia de una invasión inglesa, el virrey Rafael de Sobremonte pidió urgente ayuda a España, que rechazó su pedido. Suponiendo que los británicos intentarían ocupar Montevideo –pues era un mejor puerto y una ciudad amurallada– envió hacia esa ciudad las escasas fuerzas veteranas de Buenos Aires.
El 25 de junio de 1806, se inició la Primera Invasión Inglesa, 1600 ingleses, comandados por William Carr Beresford, desembarcaron en la zona de Quilmes. El intento de defensa a cargo del teniente coronel con 500 hombres fue rápidamente disuelto por la superioridad aplastante en armamento y táctica de los invasores. También fracasó el intento de defender la línea del Riachuelo pergreñada por el virrey Sobremonte, que viendo eso se dio a la fuga hacia Córdoba. La ciudad de Buenos Aires fue ocupada sin mayor resistencia por una tropa notoriamente exigua, dejando en evidencia la incapacidad del Imperio Español para defender sus colonias.
En secreto se formaron un conjunto de fuerzas milicianas en los alrededores de la ciudad, donde se unieron a los Blandengues de las cercanías, bajo el mando de Juan Martín de Pueyrredón. Mientras tanto, las fuerzas apostadas en Montevideo fueron conducidas hasta la capital por el coronel Santiago de Liniers, que desembarcó en San Isidro con 1600 hombres. Allí se reunió a las fuerzas de Pueyrredón y otros voluntarios, con los que inició la marcha sobre Buenos Aires. Tras ser rechazada su intimación, obtuvo una completa victoria el 12 de agosto en el centro de la ciudad, en el hecho conocido históricamente como Reconquista de Buenos Aires, causando 417 muertos y tomando 1200 prisioneros a los británicos, incluido el gobernador Beresford.

### Formación de las milicias
El virrey Sobremonte debió delegar el mando militar y político en Liniers, que se abocó a la formación de milicias locales. Una Junta de guerra convocó al pueblo a alistarse al ejército en cuerpos separados según su provincia y lugar de origen. Hacia fin de año, se habían enrolado más de 7000 hombres, divididos en los cuerpos de:
- Caballería: formado por Cazadores, Migueletes, Carabineros de Carlos IV, Escuadrón de Labradores y tres escuadras de Húsares.
- Infantería: formado por Patricios –el regimiento más grande, dividido en tres batallones–, Catalanes, Cazadores Correntinos, Montañeses –o Cántabros–, Vizcaínos y Asturianos, Pardos y Morenos, Gallegos, Andaluces, Arribeños y Granaderos.
- Artillería: formado por Milicias Provinciales, Maestranza, Morenos, Patriotas de la Unión, Indios y Pardos.

Cada uno de estos cuerpos elegían a sus oficiales y estaba formado por voluntarios a sueldo. También se formaron cuerpos milicianos en Córdoba, Paraguay y Montevideo.

### Segunda Invasión Inglesa
En enero de 1807, tropas británicas –originalmente destinadas a reforzar a la guarnición de Beresford– desembarcaron en la Banda Oriental y ocuparon Montevideo el 3 de febrero. La ineficacia mostrada por Sobremonte en la defensa de esa ciudad llevó a su deposición por el cabildo, reemplazado interinamente por Liniers –que sería nombrado posteriormente virrey titular–. No obstante el carácter revolucionario de este acto, las milicias no tuvieron parte en el mismo.
El 28 de junio, los británicos desembarcaron en Ensenada, desde donde avanzaron hacia Buenos Aires, al mando del general John Whitelocke. Este esquivó primeramente la pésima posición defensiva de Liniers, para luego derrotarlo en el combate de Miserere, del 2 de julio, que puso en evidencia la insuficiente preparación del ejército de milicias porteñas. No obstante, Whitelocke tardó tres días en iniciar el ataque sobre la ciudad, dándole tiempo para preparar la defensa con barricadas y trincheras. Contra éstas chocó el ataque de los invasores, que perdieron 2500 hombres contra 302 muertos y 514 heridos locales. Whitelocke terminó por rendirse, obligándose a devolver también Montevideo y Colonia.
Las milicias locales habían demostrado su utilidad y adquirieron una notable autonomía política, especialmente a través de su héroe, el virrey Liniers.

### Reorganización
Una revolución organizada contra el gobierno de Liniers obtuvo el apoyo armado de varias unidades milicianas, casi todas ellas de extracción peninsular. El rápido agotamiento de la asonada llevó a la disolución de los cuerpos de Gallegos, Vizcaínos y Catalanes.
Después de la invasión francesa a España, el virrey Liniers fue suplantado por Baltasar Hidalgo de Cisneros, que reorganizó completamente los cuerpos militares, reemplazando los nombres de los mismos por una numeración del N.º 1 al N.º 6, aunque los nombres antiguos siguieron usándose.
Parte de esas tropas fueron enviadas a aplastar la Revolución de Chuquisaca a fines de 1809. Aunque no llegaron a entrar en combate – permanecieron allí, donde se incorporarían a los ejércitos realistas, excepto algunos que serían incorporados a los ejércitos patrios en 1811.

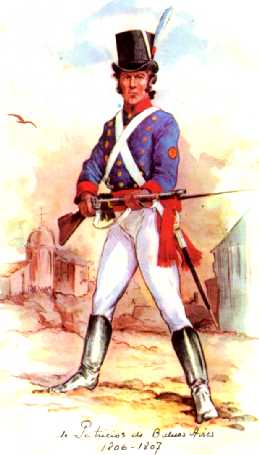
Patricios-1806.
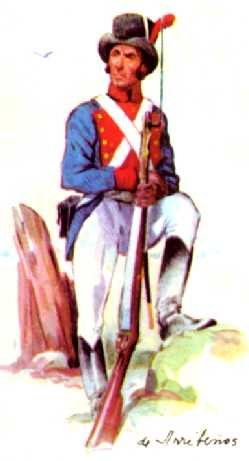
Arribeños-1806.
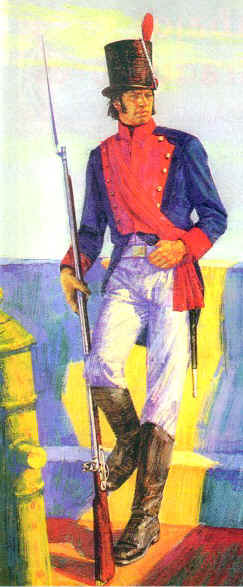
Cantabros o Montañeses-1807.
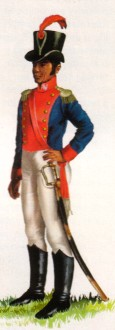
Andaluces-1806.
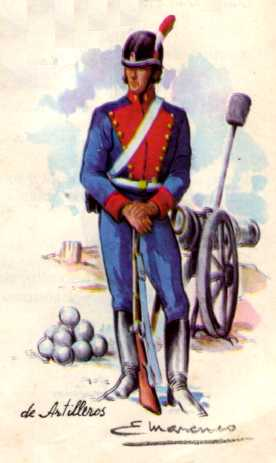
Artilleros-1806.
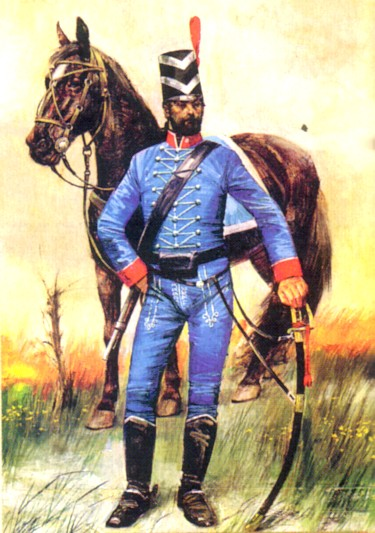
Husares del Rey-1806.

## Primeras Campañas de Independencia

### Revolución de Mayo

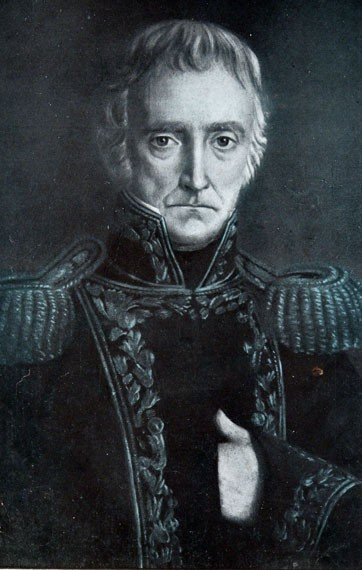
Cornelio Saavedra, presidente de la Primera Junta.

El súbito contacto con los conflictos políticos europeos y la influencia ideológica de la Ilustración generaron una actividad política creciente en los años que siguieron a las invasiones inglesas. El exitoso rechazo de dos poderosas invasiones sin ayuda externa hicieron que la población local, especialmente de Buenos Aires, adquiriera un alto grado de conciencia política.
A partir de 1808, mientras en la metrópoli tenía lugar la guerra contra la invasión francesa, el virreinato permaneció fiel a la autoridad de la Junta Suprema Central, que gobernaba en España en nombre del depuesto rey Fernando VII, que permanecía prisionero en Francia.
A mediados del mes de mayo de 1810, la llegada de la noticia de que casi toda España había caído en manos de los ejércitos de Napoleón Bonaparte –y de la disolución de la Junta Suprema– las discusiones políticas y causó el estallido de la Revolución de Mayo en Buenos Aires. Los revolucionarios esperaron a que los jefes de los regimientos se decidieran por la Revolución, y ésta sólo se hizo con su anuencia; el jefe del Regimiento de Patricios –el más importante numéricamente– Cornelio Saavedra, asumió la presidencia de la Primera Junta, junto con el cargo de comandante general de Armas.
Dado que la Junta pretendía imponer su autoridad sobre todo el Virreinato como sucesora legítima del virrey, el 27 de mayo envió una circular a las principales ciudades del virreinato en la que se les exigía acatamiento y se solicitaba el envío a la capital de un diputado por cada ciudad. También anunciaba que enviaría «una expedición de 500 hombres para lo interior con el fin de proporcionar auxilios militares para hacer observar el orden, si se teme que sin él no se harían libre y honradamente las elecciones de vocales diputados.» En consecuencia, el 28 de mayo la Junta creó el Departamento de Gobierno y Guerra, siendo designado Mariano Moreno como su director, y al día siguiente ordenó una reorganización general de las fuerzas de la capital:

(…) Esta recíproca unión de sentimientos a fijado las primeras atenciones de la Junta, sobre la mejora y fomento de la Fuerza militar de estas provincias; y aunque para justa gloria del país es necesario conocer un soldado en cada habitante, el orden público y la seguridad del Estado exigen que las esperanzas de los buenos patriotas y fieles vasallos reposen sobre la fuerza reglada correspondiente a la dignidad de estas provincias; a este fin, a acordado la Junta las siguientes medidas en cuya pronta y puntual observancia interesa sus respetos y todo vuestro celo.

Los Batallones Militares existentes se elevarán a regimiento con la fuerza efectiva de 1.116 plazas, reservado la Junta proveer separadamente sobre el arreglo de la caballería y artillería volante.

Queda publicada de este día una rigurosa leva en que serán comprendidos todos los vagos y hombres sin ocupación desde los 18 hasta los 40 años.

Volverán al Servicio Activo todos los rebajados que actualmente no estuvieron ejerciendo algún arte mecánico o servicio público.
Decreto de la Primera Junta del 29 de mayo de 1810.

Debido a este decreto, se considera que al 29 de mayo de 1810 como la fecha de nacimiento del Ejército Argentino.
- Wikisource contiene obras originales de o sobre Historia del Ejército Argentino.

La Revolución fue apoyada en la mayor parte de la Intendencia de Buenos Aires y de la Intendencia de Salta del Tucumán, pero fue resistida en Córdoba, Montevideo, Paraguay y el Alto Perú.
En total, el gobierno contaba con 4145 hombres: 3128 de infantería, 555 de caballería y 462 de artillería. Antes de fin de año fueron incorporados a esas fuerzas alrededor de mil hombres más, y se sumó un nuevo regimiento, el Regimiento América o «de la Estrella». Si bien la tropa era numerosa, no tenía otra experiencia que las Invasiones Inglesas, y desde entonces habían sido adiestrados por oficiales tan inexpertos como los soldados.

### Armamento y técnica
Las tecnología disponible y las tácticas utilizadas por los ejércitos serían comunes para las fuerzas patriotas y realistas, y no cambiarían mucho a lo largo de las campañas por la independencia. Durante los tres primeros años de guerra, ambos bandos combatirían bajo la bandera de España.
Los ejércitos de la época estaban distribuidos en tres armas: infantería, caballería y artillería. Las técnicas de combate eran muy simples: ataques frontales de infantería apoyada por artillería, mientras la caballería protegía los flancos o intentaba rodear a las fuerzas enemigas. Solamente las fuerzas irregulares llevaban adelante operaciones tácticas más imprevisibles.
La infantería solía ser la más numerosa, armada de fusiles a chispa de avancarga y bayonetas para el combate cuerpo a cuerpo; los oficiales tenían mayor experiencia en el manejo de tropas de infantería, lo que hacía su uso preferible al de las otras armas.
La caballería era poco numerosa, dado que los criollos desdeñaban la caballería y consideraban a la lanza como un arma indígena. Su uso se veía limitado por la carencia de un entrenamiento adecuado, pero la recluta de milicias de caballería se extendería rápidamente entre la población rural del interior, y su prestigio se incrementaría a partir de la creación del Regimiento de Granaderos a Caballo, cuerpo de caballería especializado en choques armados a gran velocidad. A partir de ese momento, la superioridad de la caballería patriota se mantuvo durante el resto de la guerra, sustentada en la habilidad de sus jinetes.
La artillería de campaña manejaba pequeños cañones portátiles de bronce y requería un despliegue logístico mayor que las otras dos armas. Las piezas eran ubicadas en grupos dentro de las formaciones de infantería. Su oficialidad, muy deficiente, fue suplantada muchas veces por artilleros de marina, pero posteriormente se instalaron escuelas de oficiales con gran preparación técnica.
No había cuerpos de apoyo, que recién aparecerían con las campañas de José de San Martín. Sí, en cambio, se contaba con fuerzas auxiliares o irregulares, generalmente de caballería, armadas con lanzas, boleadoras y armas de fuego cortas. En el Alto Perú y en el Perú las fuerzas irregulares serían de indígenas de a pie, armados de macanas, garrotes y hondas.
Los desplazamientos se realizaban en la llanura a lomo de mula, mientras en zonas montañosas las mulas eran utilizadas exclusivamente para transporte de carga y los soldados de infantería marchaban a pie.

### Primera Expedición Auxiliadora al Alto Perú
La resistencia a la revolución en Córdoba, dirigida por el exvirrey Liniers, obligó a realizar la anunciada expedición al interior, con la ciudad de Córdoba como primer objetivo. Al frente de la misma fue puesto el coronel Francisco Ortiz de Ocampo, secundado por Antonio González Balcarce. Llevaban consigo 1150 hombres, extraídos de todos los cuerpos de la capital.
Los contrarrevolucionarios habían llegado a reunir 1500 hombres, pero ante la aproximación del ejército de Ocampo desertaron masivamente. Liniers y los principales opositores fueron arrestados y ejecutados. El vocal Juan José Castelli asumió el mando político del Ejército del Norte y Ocampo fue desplazado por González Balcarce.
El virrey del Perú, José Fernando de Abascal, envió tropas para defender las provincias del Alto Perú, nombrando al frente de las mismas al José Manuel de Goyeneche. El general José de Córdoba y Rojas ocupó Santiago de Cotagaita, pueblo que controlaba el acceso principal al Alto Perú. A sus espaldas, un regimiento enviado a unírsele desde Cochabamba se sublevó en septiembre, reconociendo la autoridad de la Junta e iniciando la Revolución de Cochabamba. También Santa Cruz de la Sierra y Oruro se pronunciaron por la revolución.
Tras una pequeña derrota en el Combate de Cotagaita, las fuerzas de Balcarce obtuvieron la primera victoria del Ejército Argentino el 7 de noviembre, en la Batalla de Suipacha.
Todo el Alto Perú cayó en manos independentistas, e importantes fuerzas altoperuanas se sumaron al Ejército del Norte. El gobierno de Castelli logró ciertos avances políticos, pero se enemistó con la población por sus actos de violencia y ataques a los sentimientos religiosos de la población.
El Ejército –con alrededor de 7000 hombres, más de la mitad altoperuanos– se situó sobre el río Desaguadero, límite con el Perú, situación en que fue atacado y derrotado por Goyeneche el 6 de junio en la Batalla de Huaqui. La población del Alto Perú, predispuesta contra los «porteños», expulsó de todas las ciudades al Ejército, que se vio obligado a retirarse hasta Jujuy.
Las ciudades altoperuanas cayeron en manos realistas. No obstante, poco después estallaron insurrecciones en Cochabamba y alrededores de La Paz, que –aunque fueron finalmente vencidas– retrasaron la invasión realista a la Intendencia de Salta.

### Expedición al Paraguay

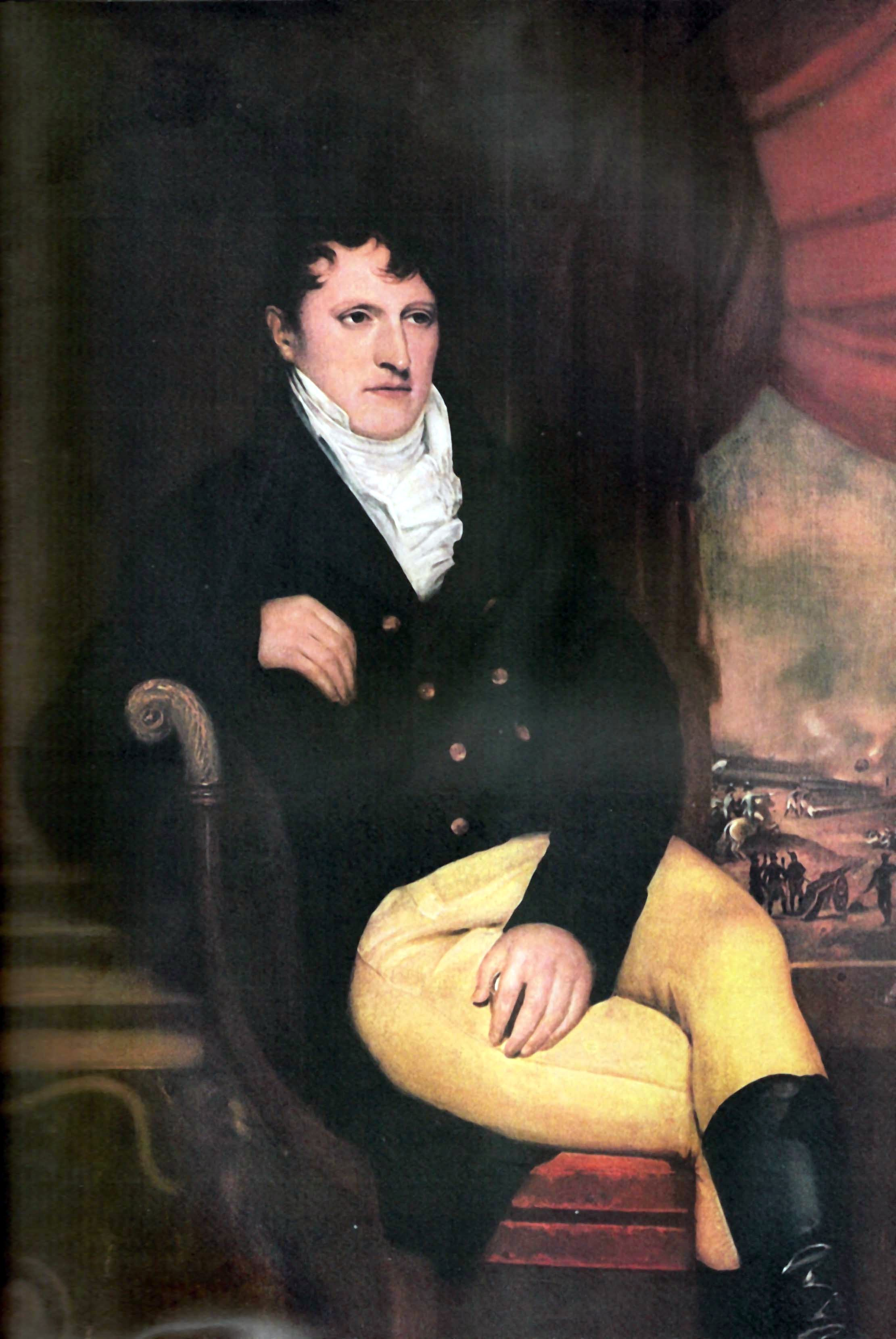
Manuel Belgrano comandó la campaña al Paraguay y posteriormente el Ejército del Norte.

El Paraguay y la ciudad de Montevideo se habían negado a acatar a la Primera Junta, y prefirieron obedecer a las autoridades residuales de la Península. La Junta decidió entonces atacar a los realistas de Montevideo, para lo cual organizó 250 hombres, extraídos de diversos cuerpos militares porteños, con seis cañones. Al mando de esa división nombró al vocal Manuel Belgrano, con el grado de coronel.
La invasión del las Misiones por el gobernador paraguayo Bernardo de Velasco decidió a la Junta a enviar a Belgrano al Paraguay, otorgándole el mando militar y político de las provincias del litoral fluvial. Por su parte, Velasco organizó un ejército de entre 6000 y 7000 hombres.
En camino a su destino, Belgrano incorporó unos 357 Blandengues en San Nicolás de los Arroyos, 200 milicianos de infantería y caballería en Santa Fe, tropas voluntarias reunidas por el comandante militar de Entre Ríos, y unos 200 hombres del Regimiento de Patricios enviados desde Buenos Aires. El ejército avanzó hacia el norte por el centro de Entre Ríos y Corrientes, Belgrano proclamaba la libertad, propiedad y seguridad de los indígenas de los pueblos de Misiones.
El grueso del ejército revolucionario –unos 950 hombres– cruzó el río Paraná el 19 de diciembre, obteniendo una pequeña victoria en el combate de Campichuelo, cerca de Encarnación.
El 25 de diciembre se inició el avance hacia la capital paraguaya, dejando 100 hombres en Candelaria. Los pobladores huían del ejército –al que consideraban invasor– llevándose todos los medios de subsistencia. Pese al serio obstáculo que significaban los numerosos ríos, esteros y selvas tropicales del Paraguay, a mediados de enero llegaron unos 460 hombres al pueblo de Paraguarí, ubicado en una elevación rodeada de zonas pantanosas, punto elegido por Velasco para presentar batalla. El 19 de enero Belgrano se lanzó sorpresivamente al ataque con 460 hombres contra 6000. Obtuvo una ventaja inicial, pero en definitiva primó la ventaja numérica enemiga y fue derrotado tras cuatro horas de combate en la Batalla de Paraguarí, viéndose obligado a retirarse.
La retirada se detuvo su retirada junto al río Tacuarí, esperando refuerzos. En su apoyo, la Junta le envió una escuadrilla de tres buques comandada por Juan Bautista Azopardo, pero esta fue destruida muy lejos de allí el 2 de marzo, en el Combate de San Nicolás.
El ejército paraguayo, de 2400 hombres, al mando del general Manuel Cabañas, atacó el 9 de marzo a los 600 hombres de Belgrano en la Batalla de Tacuarí. La artillería de Belgrano logró frenar el avance de los paraguayos, pero fueron derrotados por una división que cruzó el río aguas arriba y los tomó de flanco. Belgrano contestó a la intimación a rendirse iniciando negociaciones pacíficas, de resultas de las cuales el ejército abandonó el Paraguay a los pocos días, con todas sus armas y bagajes.
Las comunicaciones de Belgrano con los oficiales paraguayos llevaron a varios de éstos a iniciar el proceso independentista. Este hizo eclosión en el mes de mayo, cuando el oficial Fulgencio Yegros depuso a Velasco y lo reemplazó por una Junta de Gobierno, en que descollaba Gaspar Rodríguez de Francia, que gobernaría al país durante casi tres décadas. El nuevo gobierno proclamó la independencia absoluta del Paraguay, y en octubre firmó con el propio Belgrano –como enviado diplomático– un tratado de confederación entre el Paraguay y Buenos Aires. No obstante, el Paraguay nunca se reincorporaría al antiguo virreinato.

### Primera Expedición a la Banda Oriental
La ciudad de Montevideo era la más próxima amenaza para el nuevo gobierno, sólidamente sostenida para la causa realista por la guarnición naval, y dominando sin problemas toda la Banda Oriental desde el Río de la Plata y el río Uruguay. Los planes de la Primera Junta para atacar Montevideo fueron pospuestos. A principios de 1811, Francisco Javier de Elío, nombrado virrey del Río de la Plata, se hizo fuerte en Montevideo y aumentó su agresividad frente a Buenos Aires, mientras se ganaba el repudio de la población local con medidas impopulares.
El 28 de febrero de 1811, la población oriental inició la Revolución Oriental con el Grito de Asencio. A partir de ese momento, y guiados por el oficial oriental José Artigas, los gauchos de la campaña controlaron gran parte de la Banda Oriental, obteniendo las decisivas victorias de San José y Las Piedras.
Finalizada la lucha en Paraguay, la Junta Grande –sucesora de la Primera Junta– envió a la Banda Oriental a los 1134 hombres del ejército de Belgrano. Poco después reemplazó a este –que fue sometido a un juicio– por el coronel José Rondeau, que puso sitio a Montevideo y Colonia en mayo, aunque no pudo forzar su rendición por el dominio naval de los realistas sobre el Río de la Plata.
El virrey Elío respondió llamando en su auxilio a las tropas portuguesas del Brasil, que invadieron el norte de la Banda Oriental en el mes de julio, derrotando a las fuerzas milicianas orientales y dominando gran parte de ese territorio.
La noticia de la derrota de Huaqui forzó a la Junta a intentar estabilizar la situación en la Banda Oriental. El Primer Triunvirato, que sucedió a la Junta, llegó a un armisticio con Elío por el cual se le dejaba el control de la Banda Oriental y parte de la actual provincia de Entre Ríos. El 12 de octubre, Rondeau levantó el sitio y se retiró hacia Buenos Aires.
La población oriental se negó a acompañar esta decisión y –siguiendo a Artigas en el llamado Éxodo Oriental– se estableció masivamente en las orillas del río Uruguay, desde donde continuó la guerra contra Portugal. Desde ese momento, las fuerzas orientales dirigidas por Artigas dejaron de considerarse parte del Ejército Argentino. Pronto exigirían que las tropas enviadas desde Buenos Aires actuaran como sus auxiliares. En junio del año siguiente, tras la firma del Tratado Rademaker-Herrera, las fuerzas portuguesas abandonaron la Banda Oriental.
En Buenos Aires, el gobierno decidió quitar al Regimiento de Patricios sus privilegios de milicia voluntaria, lo que causó el Motín de las Trenzas, sangrientamente aplastado. Desde entonces, las milicias originadas en las Invasiones Inglesas pasaron a ser consideradas tropas de línea.
Por su parte, Elío regresó a España, siendo sucedido por Gaspar de Vigodet. Este –que sólo ejercía como gobernador– se vio obligado a lanzar ataques sobre las costas del río Paraná para abastecer a la ciudad. Para defender esas costas fue enviado el general Belgrano a la villa de Rosario. En febrero de 1812, este creó una escarapela celeste y blanca para identificación de sus tropas, que fue aceptada por el Triunvirato. Dando un paso más, el 27 de febrero hizo jurar a sus tropas una bandera con los mismos colores, acto que fue censurado por el gobierno. El mismo día, Belgrano fue puesto al frente del Ejército del Norte.

### Segunda Campaña al Alto Perú
La resistencia de las guerrillas altoperuanas –aunque sangrientamente aplastada– demoró el avance del ejército realista hasta principios de julio de 1812, fecha en que este comenzó su avance al mando del general Pío Tristán. En respuesta, y siguiendo órdenes del gobierno, Belgrano evacuó la población de Jujuy y se retiró hasta San Miguel de Tucumán. Aunque tenía órdenes de seguir su retirada, enfrentó y derrotó a Tristán el 24 de septiembre en la Batalla de Tucumán, obligándolo a retirarse hacia la ciudad de Salta. Jamás el ejército realista volvería a llegar tan al sur.
La noticia de la victoria provocó el derrocamiento del Triunvirato, reemplazado por un Segundo Triunvirato. En el golpe tuvo una actuación decisiva el Regimiento de Granaderos a Caballo, creado poco antes por un coronel llegado poco antes de Europa, José de San Martín. Este regimiento serviría de modelo de organización militar para el Ejército Argentino durante el resto de la guerra de independencia.
Belgrano dedicó los meses siguientes a una concienzuda reorganización del Ejército del Norte, dividiéndolo en regimientos más orgánicos e iniciando la formación de sus oficiales y el abastecimiento de sus tropas. Finalmente, en enero inició su marcha sobre Salta, y en el camino hizo jurar a sus tropas la Bandera Argentina. El 20 de febrero obtuvo la victoria en la Batalla de Salta, capturando a todo el ejército enemigo, aunque se vio obligado a dejarlo regresar – desarmado – al Alto Perú.
Aprovechando un nuevo alzamiento de la población altoperuana, Belgrano inició su marcha hacia el Alto Perú, pero fue derrotado en las batallas de Vilcapugio y Ayohuma y obligado a retirarse con menos de la mitad de su ejército.
En enero de 1814, en Tucumán, Belgrano fue reemplazado por el coronel San Martín. Pese a que el nuevo jefe –el oficial más capacitado con que contaba la Revolución– realizó grandes avances en la organización militar, estaba convencido de la inutilidad de intentar derrotar a los realistas en el Alto Perú. Por ello dejó la defensa de la provincia de Salta y Jujuy en mano de las divisiones de Gauchos como los Infernales ,los Patricios Decididos de Salta y los Regimientos de Pardos y Morenos , ya formados luego del Éxodo Jujeño en 1812 por Belgrano , iniciando así la Guerra Gaucha, que sería comandada por el procer salteño  Gral. Martín Miguel de Güemes.
Cuatro meses después, San Martín renunció por razones de salud, siendo reemplazado por el general Rondeau.

### Segunda Campaña a la Banda Oriental
La actitud agresiva de Vigodet fue interpretada como una ruptura del armisticio, de modo que el Triunvirato dispuso una intervención del ejército, comandado por Manuel Sarratea. Este logró que parte de las tropas de Artigas se unieran a su ejército, con lo cual los desacuerdos con este se incrementaron.
El ejército de Rondeau regresó a la Banda Oriental y el 20 de octubre puso nuevamente sitio a Montevideo. A fines de diciembre fue atacado en la Batalla de Cerrito, pero logró una amplia victoria. Poco tiempo después del combate, Artigas se unió nuevamente al sitio con sus fuerzas, aunque siguió considerándolas separadas del Ejército nacional.
El 3 de febrero de 1813 las tropas de San Martín obtuvieron la victoria en el combate de San Lorenzo sobre una expedición al río Paraná; desde entonces, los realistas limitaron sus incursiones y pasaron a depender exclusivamente de su abastecimiento por mar. Por ello el gobierno organizó la segunda escuadra naval, que –al mando de Guillermo Brown– obtuvo una serie de victorias y cerró el cerco.
Rondeau fue reemplazado en el mando del sitio por Carlos María de Alvear, que elevó el número de tropas a 4000 hombres. El 20 de junio, completamente cercada, Montevideo fue ocupada por las tropas patriotas, cayendo en su poder también una gran cantidad de soldados que fueron incorporados al Ejército Argentino –más de 5000 hombres– y mucho armamento, especialmente artillería de gran calibre.

### Tercera Campaña al Alto Perú
Bajo el mando de Rondeau, el Ejército del Norte fue muy eficazmente aprovisionado –especialmente con armamento capturado en Montevideo – pero perdió en disciplina y moral.
Por su parte, el ejército realista del Alto Perú, al mando de Joaquín de la Pezuela, avanzó hacia el sur. Pero, enfrentado a los gauchos de Güemes, con su retaguardia amenazada por la acción de las Republiquetas y obligado a enviar parte de sus fuerzas a aplastar la Rebelión del Cuzco, terminó por retirarse hacia el norte. Fuerzas auxiliares –sólo parcialmente asimilables al Ejército Argentino– obtuvieron la victoria en la Batalla de La Florida y controlaron Cochabamba.
En enero de 1815, tras rechazar el reemplazo de Rondeau por Alvear, el Ejército volvió a avanzar hacia el Alto Perú. Una pequeña derrota en el Combate del Tejar retrasó las operaciones, que se reiniciaron en abril. No obstante, los gauchos de Güemes abandonaron la campaña acompañando a su jefe, que fue elegido gobernador de Salta.
Una primera derrota del Ejército del Norte en la Batalla de Venta y Media obligó a Rondeau a retirarse hacia Cochabamba, donde fue derrotado completamente el 29 de noviembre de 1815 en la Batalla de Sipe Sipe.
Los restos del Ejército se retiraron hacia San Miguel de Tucumán, dejando definitivamente la defensa del norte a Güemes y sus gauchos. Una efímera e inútil campaña en el año 1817, comandada por Gregorio Aráoz de Lamadrid, sería el último intento del Ejército del Norte contra el Alto Perú. Desde entonces, sería gradualmente desmantelado, perdiendo tropas en beneficio del Ejército de los Andes, y dedicado progresivamente a participar en la guerra civil.

## Primeras luchas civiles

### Surgimiento del federalismo
La creciente tendencia de los gobiernos de Buenos Aires hacia el centralismo llevó a Artigas a rechazar su autoridad, iniciando el federalismo en el Río de la Plata. Tras el rechazo de los diputados artiguistas a la Asamblea del Año XIII, en enero de 1814 Artigas abandonó el sitio de Montevideo, seguido por más de mil de sus hombres y parte de la población de la provincia, dirigiéndose a las costas del río Uruguay.
Declarado fuera de la ley por el gobierno porteño, fue atacado por el barón Eduardo Kaunitz de Holmberg con 400 hombres, pero el federal Eusebio Hereñú lo derrotó el 22 de febrero en el combate de El Espinillo, cerca de Paraná. A partir de ese momento, los artiguistas controlaron Entre Ríos, y tras la Batalla de La Cruz, del 19 de marzo, también la región de Misiones.
Mientras tanto, una revolución federal estalló en Corrientes, que se incorporó a los artiguistas, al tiempo que Fernando Otorgués y otros líderes federales controlaban el interior de la Banda Oriental. Tanto el gobierno porteño como los realistas creyeron que Artigas se pasaría a estos últimos, pero este rechazó todas insinuaciones en ese sentido.
Tras fracasar sus tentativas de vencer a Artigas, Posadas firmó un armisticio con él en el mes de abril. Dos meses después, Alvear ocupaba Montevideo. Pese a su promesa de entregar la ciudad a los hombres de Artigas, Alvear atacó a sus lugartenientes, lo que causó el reinicio de la guerra civil. Esta continuó con altibajos durante varios meses, forzando a mantener tropas en la Banda Oriental y en Entre Ríos, que no pudieron ser enviadas a reforzar el único frente que aún existía contra los realistas, en el Norte.
Se produjeron tres combates: Batalla de las Piedras (1814) (25 de junio) y Batalla de Marmarajá (6 de octubre) de 1814 a favor de los directoriales, y la Batalla de Guayabos (15 de enero de 1815) a favor de los artiguistas. Tras esta derrota, el nuevo Director Supremo, general Alvear, entregó a Artigas el control de la Provincia Oriental y de Montevideo. Ese pacto liberó algunas fuerzas militares para ser enviadas hacia el norte, pero la negativa de Artigas a suspender su ayuda a los federales de Entre Ríos y Corrientes obligó a mantener muchas tropas en esa región y en la Capital.
El 14 de marzo de 1815, una revolución depuso al gobernador de Santa Fe con la ayuda de Artigas, con lo que ésta pasó al bando federal. Días más tarde, una amenaza de Artigas bastó para que el cabildo cordobés depusiera al gobernador y nombrara en su lugar a José Javier Díaz, un federal que –si bien no se comportaría como un subordinado de Artigas– sería su aliado.
En respuesta, Alvear lanzó en el mes de abril una campaña militar con más de 5000 hombres hacia Santa Fe. Pero sus oficiales se sublevaron y causaron la caída del Director Alvear. El Director Supremo sustituto, Ignacio Álvarez Thomas firmó un nuevo acuerdo con Artigas, gracias al cual se liberaron nuevas fuerzas para ser enviadas en ayuda del Ejército del Norte. No obstante, meses después, el mismo Álvarez Thomas rompería el acuerdo: en agosto lanzó una nueva expedición sobre Santa Fe, que cayó en manos del general Juan José Viamonte.
En marzo de 1816 se inició una nueva revolución federal en Santa Fe; Viamonte fue cercado y obligado a rendirse. Álvarez Thomas envió una nueva expedición de 3000 hombres contra la ciudad, bajo el mando de Manuel Belgrano. Pero el enviado de este a Santa Fe terminó pactando con los federales, lo que causó la deposición tanto de Belgrano como de Álvarez Thomas. No obstante los reiterados anuncios de acuerdo, la intransigencia de las partes impidió la unión entre los federales y el gobierno central.
El nuevo Director Supremo, Juan Martín de Pueyrredón, lanzó una nueva invasión al mando de Eustoquio Díaz Vélez –el mismo que había pactado la paz meses antes– que logró ocupar Santa Fe durante casi todo el mes de agosto. Pero, sitiado por los federales, terminó por abandonar la ciudad por el río Paraná.

### La invasión portuguesa y nuevas guerras civiles
A pesar de los conflictos entre el Directorio y Santa Fe, durante el año 1817 no hubo nuevas hostilidades. En parte se debió a la campaña de San Martín a Chile, y también a que los federales de la Banda Oriental y de Misiones estaban enfrentando la Invasión Luso-Brasileña a esa provincia.
En efecto, muy poco después de la declaración de independencia de la Argentina del 9 de julio de 1816, poderosas fuerzas portuguesas invadieron la Banda Oriental. Cuando, a principios del año siguiente, Montevideo fue ocupada por los invasores, Artigas pidió ayuda al gobierno porteño, pero este le envió unas pocas armas y ninguna tropa. Pueyrredón quiso aprovechar la emergencia que estaba pasando la población oriental para someterla al sistema unitario de gobierno. El rechazo de esas condiciones de parte de Artigas significó que no recibió ayuda alguna de parte del gobierno central. Sin ayuda externa, Artigas se mantuvo a la defensiva en toda la Banda Oriental, aunque fue derrotado repetidamente.
A lo largo de los años que siguieron a la Revolución existieron una serie de alzamientos en varias provincias del interior contra el gobierno directorial, que fueron resueltas sin intervención del Ejército. Pero, cuando en diciembre de 1816 se produjo la rebelión de Juan Francisco Borges en Santiago del Estero, el Ejército del Norte envió tropas a enfrentarlo. Borges fue derrotado y ejecutado por orden de Belgrano. Pocos días más tarde, dos divisiones del Ejército del Norte fueron utilizadas para imponer la autoridad del Directorio en Córdoba. Al mando de una de ellas iba el después general Juan Antonio Álvarez de Arenales.
A partir de 1818, Pueyrredón aprovechó la debilidad de Artigas para lanzar ataques a sus subalternos en las provincias al oeste del río Uruguay. En enero de ese año, se produjo la invasión del sur de la provincia de Entre Ríos, con la connivencia de Hereñú, iniciando la segunda guerra entre el Directorio y Artigas en Entre Ríos. Esta fue la ocasión en que asumió el mando militar de esa provincia uno de los caudillos federales más destacados, Francisco Ramírez, que derrotó dos veces al ejército nacional, el 4 de enero y el 25 de febrero.
En Santa Fe, el gobernador federal Mariano Vera contemporizaba con el gobierno central, por lo que fue derrocado por los federales más decididos, que llevaron al gobierno a Estanislao López. Pueyrredón respondió invadiendo esa provincia desde el sur con 5.000 soldados al mando de Juan Ramón Balcarce. Este ocupó fugazmente la capital pero huyó a los pocos días, arrasando y saqueando la provincia. El gobierno envió en su ayuda una división del Ejército del Norte al mando de Juan Bautista Bustos, pero López eligió una estrategia de montonera que le resultó muy eficaz: dejó sin caballos a Bustos y luego hostilizó continuamente a Balcarce durante semanas, hasta obligarlo a abandonar la provincia.
Una nueva invasión porteña, de principios de 1819, fue comandada por Juan José Viamonte desde Buenos Aires, y por Bustos desde Córdoba. López repitió su estrategia: enfrentó a Bustos en la Batalla de La Herradura y lo obligó a retroceder. En seguida cercó a Viamonte en Rosario, hasta obligarlo a firmar un armisticio.

### La Anarquía del Año 20
Durante los primeros meses de 1819 no hubo enfrentamientos civiles en las Provincias Unidas. Pero el nuevo Director Supremo, el general Rondeau, decidió librarse de los federales con ayuda de los portugueses que ocupaban la Banda Oriental. Al enterarse, Artigas encargó a Ramírez y López que atacaran al Director Supremo en la propia provincia de Buenos Aires.
Por su parte, Rondeau ordenó al Ejército de los Andes y al Ejército del Norte que se trasladaran a Buenos Aires, para atacar Santa Fe. San Martín desobedeció abiertamente, mientras Belgrano renunció al comando del Ejército del Norte, aunque este se trasladó hacia Buenos Aires bajo el mando de Francisco Fernández de la Cruz.
Pero la autoridad del Director se derrumbaba rápidamente: la mayor parte del interior de la provincia de Córdoba estaba en manos de montoneros. En el mes de noviembre se sublevó la pequeña guarnición del Ejército del Norte que había quedado en Tucumán y llevó al gobierno a Bernabé Aráoz, que incorporó esas fuerzas a las de su provincia. A principios de enero siguiente se sublevó el Batallón N.º 1 de Cazadores de los Andes en San Juan, nombrando al jefe de la revuelta, Mariano Mendizábal, gobernador de la Provincia de San Juan, separada de la de Cuyo. Esto restó un buen número a los efectivos que iban a participar en la campaña libertadora del Perú.
El 8 de enero de 1820, el Ejército del Norte se sublevó en Arequito, negándose a seguir participando en las guerras civiles; no obstante su declarada intención de regresar al frente norte, esas fuerzas quedarían incorporadas a la Provincia de Córdoba, donde el jefe de la sublevación, Juan Bautista Bustos, sería nombrado gobernador.
De modo que Rondeau había perdido toda su autoridad fuera de la Provincia de Buenos Aires; no obstante, marchó a enfrentar a Ramírez y López al frente de 2000 hombres. El 1 de enero chocó con 1600 federales en la Batalla de Cepeda: ante un error táctico de Rondeau, una rápida carga de caballería federal alcanzó para dispersar por completo la caballería directorial, incluido el general Rondeau. El resto del ejército se dirigió a San Nicolás de los Arroyos, desde donde se embarcaría hacia Buenos Aires.
Anunciando que no iban en tren de conquista, sino a salvaguardar sus instituciones, los jefes vencedores avanzaron hacia la capital. En la capital, el general Soler declaró depuesto a Rondeau y el Congreso de Tucumán se declaró a sí mismo disuelto el 11 de febrero. Por presión de López y Ramírez, fue elegido gobernador Manuel de Sarratea, que el 23 de febrero firmó con los caudillos el Tratado del Pilar. 
A partir de ese momento, cada provincia se gobernó por sí misma, y los restos del ejército nacional en las provincias, incluida la de Buenos Aires, fueron incorporados a las mismas.
Como fuerza nacional, la única que se salvó fue la parte del Ejército de los Andes que estaba acantonada en Chile, más las que San Martín alcanzó a retirar hacia ese país tras la revolución en San Juan.
Poco antes de la Batalla de Cepeda había ocurrido otra novedad significativa: Artigas había sido derrotado definitivamente en la batalla de Tacuarembó y había evacuado la Banda Oriental hacia la Mesopotamia. La ocupación de la Provincia Oriental por parte de Portugal era definitiva, y esta sería poco después incorporado al Reino Unido de Portugal, Brasil y Algarve como Provincia Cisplatina.
En el año y medio que siguió a la disolución del poder central, Ramírez derrotó y exilió definitivamente a Artigas, y López derrotó y causó la muerte de Ramírez. Por su parte, Buenos Aires quedó sometida a una profunda anarquía durante diez meses. Los tratados de Benegas y del Cuadrilátero estabilizarían las relaciones entre las provincias, pero fracasarían en reorganizar el poder central.

## Últimas campañas de la Independencia

### Luchas en el Noroeste

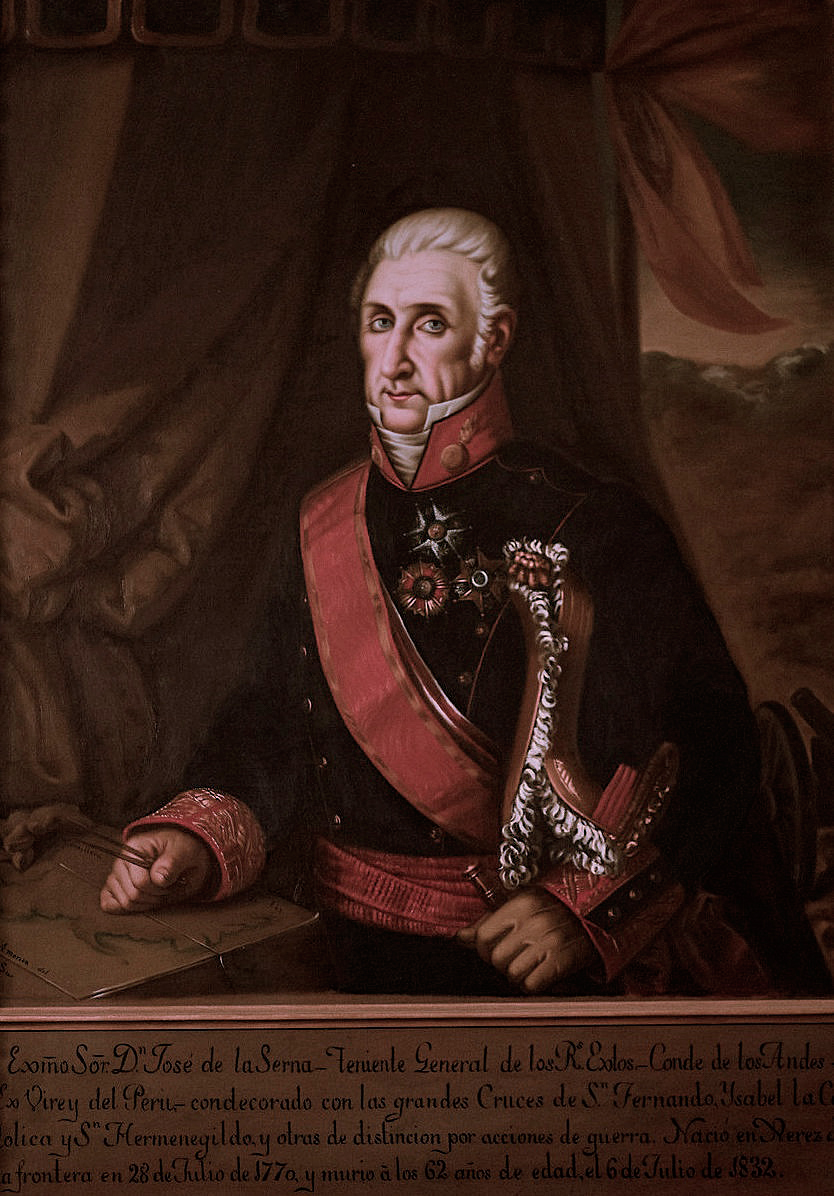
El general José de la Serna dirigió dos invasiones a Salta y más tarde fue virrey del Perú.

A partir de 1816, la defensa de la provincia de Salta había quedado en manos del gobernador Güemes, mientras el ejército de Rondeau se retiraba hacia Tucumán, donde se encargó de la protección del recién formado Congreso de Tucumán. En el mes de agosto sería –fue reemplazado como comandante del ejército por el general Belgrano. Este tampoco pudo lanzar ningún ataque hacia el norte. Por el contrario, su ejército se vio disminuido porque muchas tropas y oficiales fueron trasladados al Ejército de los Andes.
Por su parte, el Congreso declaró la Independencia de las Provincias Unidas en Sud América el 9 de julio de 1816. Fue un gesto muy significativo, teniendo en cuenta que a esa fecha las Provincias Unidas eran el último país que seguía enfrentando al imperio español en América.
En septiembre de 1816, tras el nombramiento de Pezuela como virrey del Perú, asumió el comando el general José de la Serna, que al frente de un gran ejército se lanzó a una ambiciosa invasión de las Provincias Unidas a fines de octubre. Fue obligado a retroceder por las sucesivas victorias de los gauchos de Güemes.
Belgrano intentó ayudar a Güemes enviando desde Tucumán una expedición al mando del coronel Lamadrid, con 350 hombres, para cortar las líneas de comunicación realistas. Lamadrid obtuvo algunas victorias, la principal de ellas el 14 de abril de 1817 en La Tablada, junto a Tarija, por lo que se lanzó al interior del Alto Perú. Llegó a atacar la ciudad de Chuquisaca; pero fue derrotado y debió retirarse. Regresó a Tucumán a fines de julio de 1817. Esa fue la última ofensiva del Ejército del Norte en el Alto Perú. Durante los años siguientes, los gauchos de Güemes se las arreglaron solos para rechazar varias invasiones más, aunque menos masivas que la de 1817. Si bien el Ejército del Norte no aportó tropas, algunos oficiales pasaron a servir en las fuerzas salteñas.

### Expedición Libertadora a Chile

#### Plan de San Martín

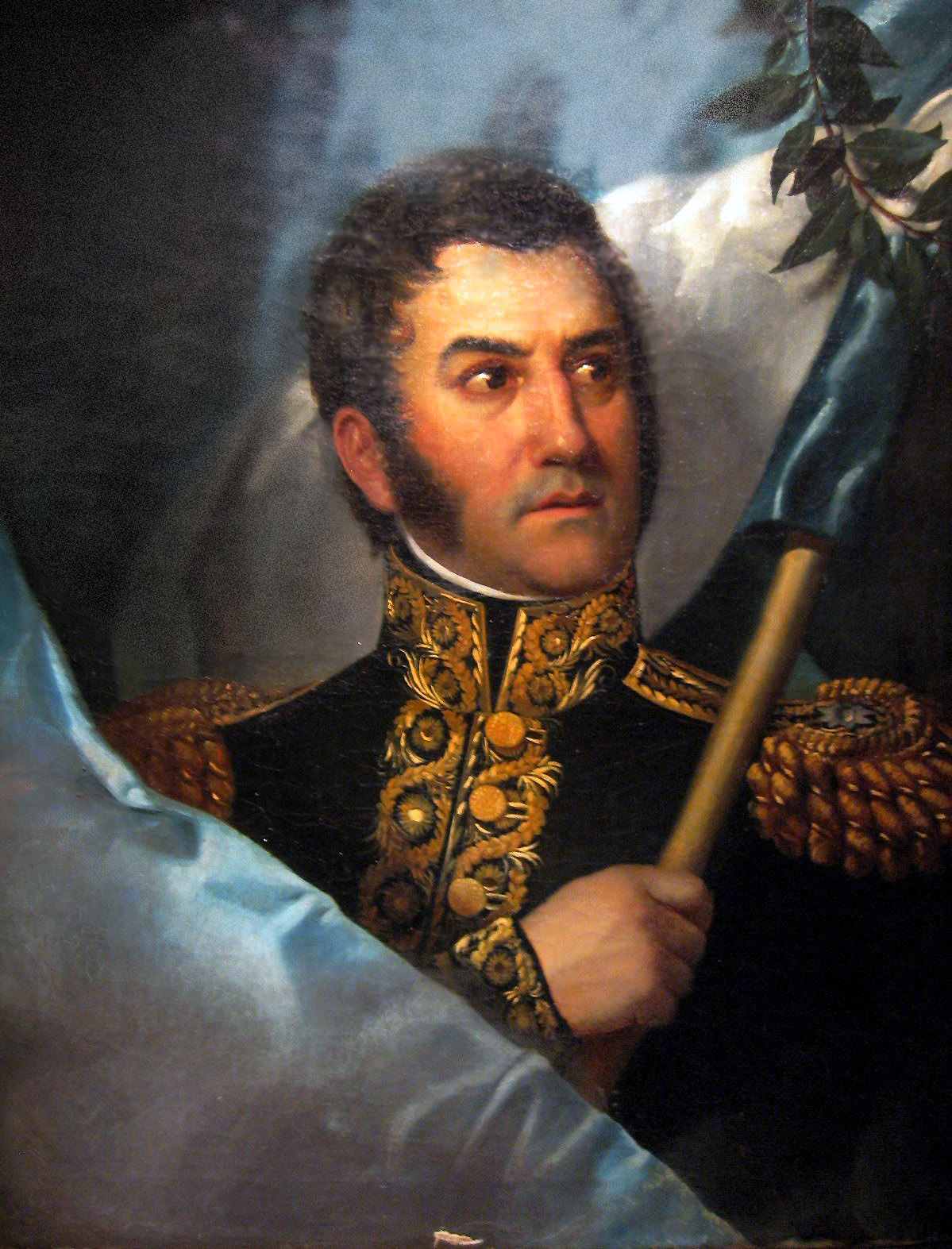
General José de San Martín.

La Capitanía General de Chile se había independizado en forma relativamente incruenta, pero a principios de 1813 una ofensiva desde Perú comenzó la guerra de independencia en ese país. Un Batallón de Auxiliares Argentinos, formado por 257 soldados de infantería de línea procedentes de Cuyo y Córdoba participó en la misma, con activa participación en los combates de Cucha Cucha y Membrillar, hasta poco antes de la derrota decisiva de Rancagua. Estaban al mando de Marcos Balcarce y Juan Gregorio de Las Heras.
Tras la derrota, tanto los auxiliares argentinos como gran cantidad de civiles y unos 600 militares chilenos emigraron a Mendoza. Allí fueron protegidos por el general San Martín, gobernador de la Provincia de Cuyo.
San Martín había renunciado al Ejército del Norte por haber llegado a la conclusión de que era inútil intentar avanzar por el Alto Perú mientras la administración colonial en Lima pudiera sostener los esfuerzos militares en la región. El objetivo central era el centro de la resistencia, Lima, que podría ser alcanzado por mar, desde Chile. La idea original la habría tenido durante su paso por Inglaterra, tomando la idea de los antiguos proyectos británicos de conquista de América del Sur, o bien por orden de autoridades militares británicas. Caída Lima, San Martín afirmaba que sería mucho más fácil derrotar al resto de los realistas de América del Sur. Ese era el llamado «Plan Continental» de San Martín.
La reconquista española de Chile complicó los planes de San Martín, por lo que este decidió libertar primeramente ese país. Reforzó los recursos militares de su provincia e incorporó a los oficiales y las tropas chilenas a los mismos. Los Auxiliares Argentinos fueron reorganizados como Regimiento N.º 11 de Infantería, al mando del coronel Las Heras.
Antes de finales de 1814 se incorporaron nuevas tropas y armamento traído desde Montevideo, y al año siguiente incorporó gran cantidad de voluntarios de Cuyo, además de una gran leva de vagos y la incorporación de todos los esclavos varones de la provincia. También se incorporó el Regimiento de Granaderos a Caballo, llegando a fines de ese año a 3887 hombres. A partir de 1816 se incorporarían algunos cuerpos y muchos oficiales venidos desde el Ejército del Norte; e agosto de 1816, las tropas organizadas por San Martín fueron oficialmente bautizadas como «Ejército de los Andes».
Instalado el Ejército para su entrenamiento en El Plumerillo, organizó allí una fábrica de armamentos y uniformes, que puso a órdenes del fraile Luis Beltrán, y encargó a José Antonio Álvarez Condarco la realización de un plano de los principales cruces de la Cordillera de los Andes. El Director Pueyrredón envió toda la ayuda que pudo, incluyendo refuerzos militares, dinero, alimentos, armas, uniformes y municiones en gran cantidad.
El Capitán General Casimiro Marcó del Pont contaba con 5500 hombres y con la ventaja de la defensa. Por ello San Martín le hizo creer alternativamente que iba a invadir por el sur o por el norte del país, valiéndose para ello de informaciones falsas y de los indígenas pehuenches, obligándolo a fraccionar sus tropas a todo lo largo de Chile.

#### Cruce de los Andes
En enero de 1817 iniciaron el Cruce de los Andes 5350 hombres. 2334 eran tropas de infantería, dividida en cuatro batallones, con cuatro compañías de fusileros, una compañía de granaderos y una compañía de volteadores cada uno. Los 1395 hombres de caballería estaba compuesta de cuatro escuadrones, un regimiento entero de Granaderos a Caballo y un escuadrón escolta. La artillería, servida por 258 hombres, estaba compuesta de 17 piezas. El resto de los hombres eran tropa auxiliar, que conducía 7250 mulas de silla, 1929 mulas de carga y 1200 caballos de batalla. También se habían incluido equipamiento para facilitar el paso por la cordillera, entre ellos puentes colgantes, un hospital portátil y ganado en pie. En honor a la participación chilena en la campaña, ésta se hizo bajo la Bandera del Ejército de los Andes, no de la Bandera Argentina.
El cruce se realizó simultáneamente por seis rutas distintas: las dos principales estaban al mando del general Las Heras –que cruzó por el Paso de Uspallata– y el propio San Martín, que lo hizo por el paso de Los Patos. Ambas columnas se unirían para atacar la ciudad de Santiago de Chile. Otras cuatro columnas debían operar al norte y al sur de las principales, por los pasos de Come Caballos (al mando de Francisco Zelada), Guana (al mando de Juan Manuel Cabot), Portillo (al mando de José León Lemos) y Planchón (al mando de Ramón Freire).
Las columnas de Cabot y Freire ocuparon algunas plazas en el norte y sur del país, manteniendo parte de las tropas chilenas alejadas de la capital. Por su parte, las dos columnas principales debieron despejar su camino con varios combates menores –en Achupallas, Las Coimas y Guardia Vieja– antes de unirse el 9 de febrero en Los Andes.

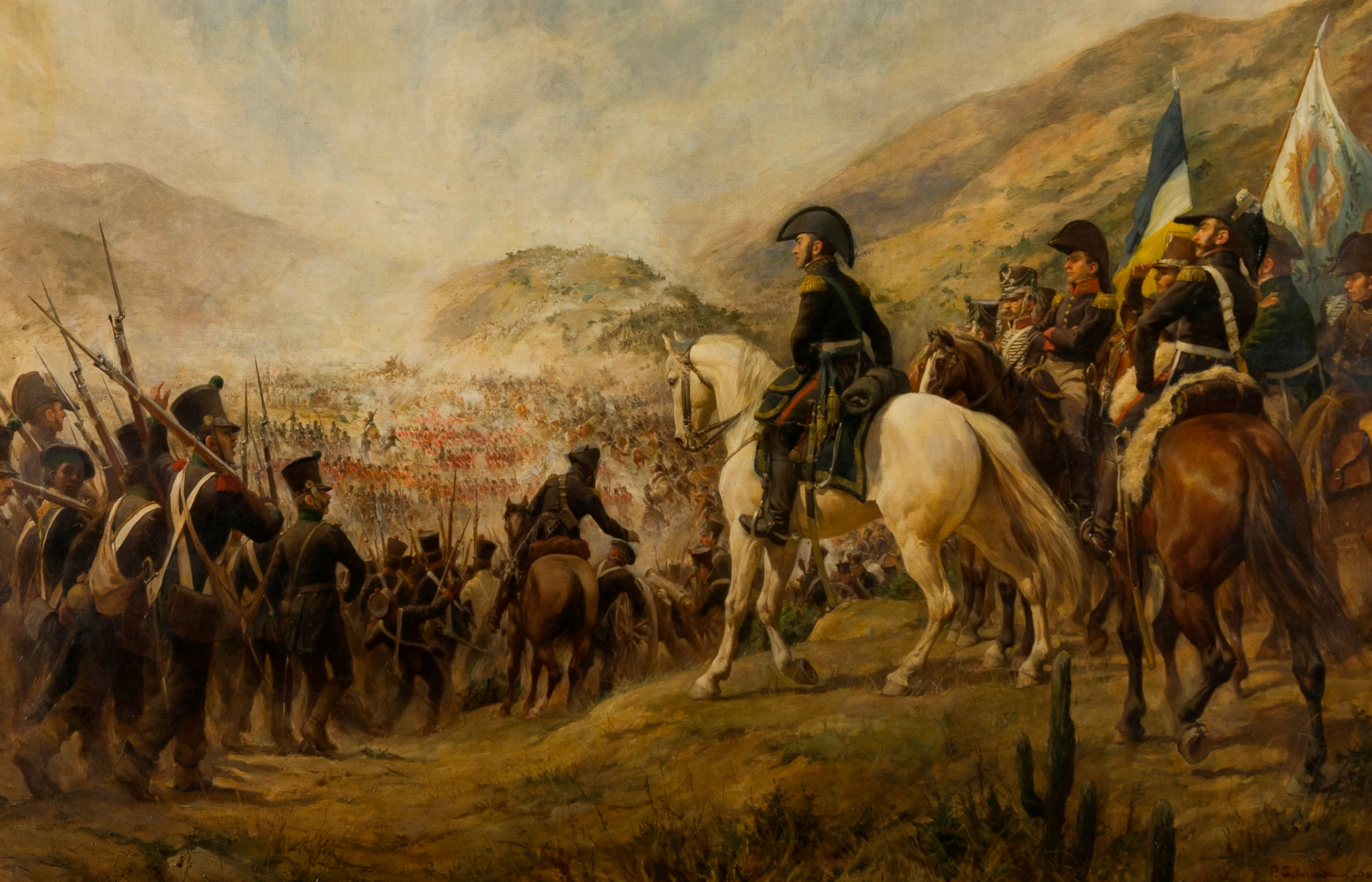
La Batalla de Chacabuco, según el óleo de Pedro Subercaseaux.

#### De Chacabuco a Maipú
El 12 de febrero, las dos columnas principales unidas chocaron con las fuerzas realistas del coronel Rafael Maroto en la Batalla de Chacabuco; pese a que el general chileno Bernardo O'Higgins se apresuró y puso en peligro las fuerzas patriotas, cuando este pudo poner en juego todas sus tropas la victoria quedó del lado de San Martín. Los realistas perdieron 500 muertos y 600 prisioneros, frente a 130 muertos y 180 heridos patriotas.
Dos días después, el Ejército de los Andes entró en Santiago y O'Higgins fue nombrado por el cabildo «Director Supremo del Estado de Chile», iniciando el período conocido como la Patria Nueva. San Martín fue nombrado comandante del «Ejército Unido Libertador de Chile», una agrupación militar formada por las unidades del «Ejército de los Andes» más las formaciones chilenas que se incorporaron.
Los realistas se fortificaron en Concepción, apoyados por la marina de guerra fondeada en el cercano puerto de Talcahuano, cuyo comandante era el coronel José Ordóñez. Hacia allí fue enviada una avanzada al mando de Las Heras, que derrotó a Ordóñez en los combates de Curapaligüe y Gavilán. Los realistas se replegaron sobre la fortificada Talcahuano. A mediados de ese año, O’Higgins puso sitio a Talcahuano con algo más de 2000 hombres, pero la ciudad estaba bien abastecida por mar desde el Perú y resistió. Por ello O’Higgins pretendió asaltar Talcahuano el 6 de diciembre con 3700 hombres, pero la operación fracasó y los atacantes –especialmente las fuerzas de Las Heras– sufrieron graves bajas.
En enero de 1818 desembarcó en Talcahuano el general realista Mariano Osorio, con 3000 hombres de refuerzo y 12 piezas de artillería; sumados a los 1600 hombres de Ordóñez, volcó la relación a su favor, obligando a O’Higgins a retroceder. San Martín se unió a las fuerzas de este cerca de Talca, pero el 19 de marzo fue sorprendido por un ataque nocturno en la Batalla de Cancha Rayada.

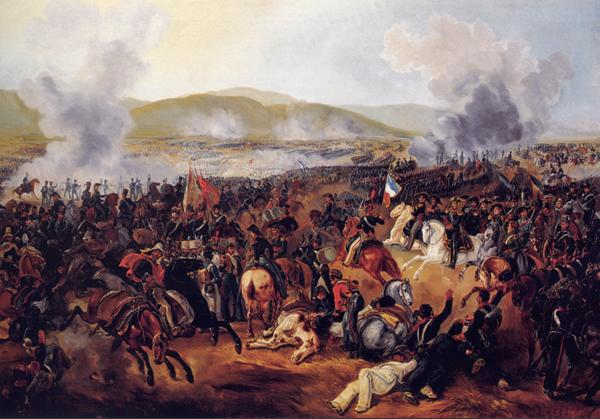
La Batalla de Maipú.

Pese a la pérdida de gran cantidad de armamento, San Martín retrocedió hasta Santiago y reorganizó nuevamente el Ejército unido. Quince días más tarde, el 5 de abril, en la Batalla de Maipú, la superioridad táctica de San Martín dio a los 5050 patriotas la victoria más absoluta frente a los 5300 realistas. Estos perdieron 2000 muertos y 3000 prisioneros, mientras los patriotas tuvieron 1000 muertos: fue la batalla más sangrienta de las guerras de independencia de la Argentina y de Chile. La independencia de Chile quedaba asegurada.
Durante los años siguientes, las tropas realistas se mantuvieron en distintos puntos del sur de Chile, en continua retirada; las fuerzas argentinas ejercieron como auxiliares de las chilenas, pero fracasaron en sus repetidos intentos de ocupar Chillán. Cuando esta ciudad fue finalmente ocupada, la última participación del Ejército Argentino en la guerra de independencia chilena ocurrió en la Batalla del Bío Bío en enero del año 1819. De allí en adelante, la defensa de la causa del rey en Chile estaría en manos de las partidas irregulares de origen chileno, que continuarían una guerra de guerrillas. La respuesta del ejército chileno a esta estrategia, la llamada guerra a muerte, no contó con participación argentina, ya que las fuerzas de este origen se concentraron en el norte del país para preparar la campaña libertadora del Perú.

### Expedición Libertadora al Perú
Lograda la independencia de Chile, el Plan Continental de San Martín pasó a la etapa siguiente: el ataque directo a Lima. La estrategia de San Martín era embarcar el Ejército Unido Libertador del Perú – formado por el Ejército de los Andes y parte del Ejército de Chile – y desembarcarlo en las cercanías de la capital.
Pese al enorme esfuerzo del gobierno, la escuadra chilena era claramente insuficiente para enfrentar la flota española del Pacífico, por lo que San Martín contrató varios buques en Gran Bretaña, y al marino Thomas Cochrane para dirigir la escuadra. Durante el año 1819, Cochrane debilitó a la escuadra española en varios ataques, preparando la campaña.
Por otra parte, para 1820 las fuerzas realistas totales en Perú sumaban 24 000 hombres, divididas entre el Alto Perú (7000), el Perú (8000) y el litoral marítimo, desde Arica a Guayaquil (9000). San Martín jamás podría trasladar tropas suficientes para hacer frente a semejante enemigo, por lo que decidió reunir aportes y simpatías en territorio peruano. La idea consistía en desembarcar en el sur del Perú, atrayendo al enemigo hacia él, enviar una campaña a conquistar parte del interior, y reembarcar el resto del Ejército hacia el norte del país, esperando que la campaña militar y propagandística surtiera efecto.
Tenía a su favor un factor inesperado: el primer día del año 1820 había estallado una revolución que había iniciado el llamado Trienio Liberal en España, que se debilitó en luchas entre absolutistas y liberales.
En cambio, jugaba en contra la falta de apoyo del gobierno rioplatense, disuelto en febrero. Los oficiales del Ejército de los Andes firmaron el Acta de Rancagua, por el que declararon que, pese a que el gobierno que había conferido su autoridad a San Martín ya no existía, este seguiría siendo su comandante.

#### Campaña del Perú
El 20 de agosto partió de Valparaíso la Expedición Libertadora del Perú, con 4118 soldados y 296 oficiales, de los cuales unos 750 eran rioplatenses, bajo el mando del general San Martín. Desembarcaoron a principios de agosto en Paracas, cercana a la villa de Pisco, y desde allí partió una división al mando del general Juan Antonio Álvarez de Arenales a internarse en la Sierra.
La campaña de la Sierra fue muy exitosa, y demostró que podía atravesar el Perú sin oposición. Obtuvo una victoria importante en la Batalla de Pasco el 6 de diciembre, antes de reincorporarse al ejército de San Martín.
Por su parte, San Martín se reembarcó y se trasladó por mar a Huaura y luego en Ancón, al norte del Perú, donde inició negociaciones diplomáticas con el virrey. Aprovechando hábilmente las divisiones entre los realistas –que llevaron al reemplazo del virrey Pezuela por De la Serna– San Martín forzó el abandono de Lima por parte de los realistas. La capital fue ocupada sin lucha, y el 28 de julio San Martín declaró la Independencia del Perú. Seis días más tarde, San Martín era nombrado Protector del Perú. También las ciudades de Guayaquil y Trujillo se pronunciaron por la independencia.
Pero no todo el Perú había sido liberado. Una serie de combates menores, como la captura de Callao, el Combate de Mirave y otros no lograron avances consistentes en el sur del Perú, donde De la Serna contaba con el poderoso ejército del Alto Perú y la lealtad de la población.
Mientras tanto, la ciudad de Guayaquil había solicitado la protección de Simón Bolívar –que acababa de terminar la campaña de independencia de la Gran Colombia– para terminar con el poderío realista en Quito. Pese a la habilidad del general Antonio José de Sucre, que asumió el mando de las fuerzas de Guayaquil, la campaña no logró el éxito esperado. Por ello, San Martín envió auxilios a Sucre, con los que este logró terminar la campaña. Las fuerzas argentinas –en particular los Granaderos de Juan Lavalle, vencedor en la Batalla de Riobamba y la infantería de José Valentín de Olavarría– tuvieron una participación muy destacada en la victoria final, obtenida en la Batalla de Pichincha, del 24 de mayo de 1822.

#### Fin de la Guerra de Independencia
Viendo que no lograba vencer a los realistas sin ayuda externa –el gobierno porteño se había desentendido completamente de la guerra– y que sólo Bolívar se la podía aportar, San Martín se entrevistó con él en Guayaquil el 26 de julio. Ante la imposibilidad de conciliar las estrategias respectivas, San Martín presentó su renuncia y encargó al libertador del norte concluir la campaña.
Las fuerzas argentinas pasaron a depender del ejército de Bolívar. Antes de ser completamente absorbidas, una parte de las mismas –1700 rioplatenses junto a 1390 peruanos y 1200 chilenos– participó en la Campaña a Puertos Intermedios, que terminó en un desastre tras las derrotas en las batallas de Torata y Moquegua.
Gran parte del resto de las fuerzas de origen rioplatenses –en respuesta al retraso de los pagos y su situación de extrema pobreza– se sublevó y entregó la ciudad de El Callao a los realistas.
El resto de las fuerzas rioplatenses, unos pocos cientos, tuvieron una actuación destacada en las batallas de Junín y Ayacucho, con las que terminó la guerra de independencia en el Perú.
Una última campaña sobre el Alto Perú, comandada por el general Arenales en su carácter de gobernador de la Provincia de Salta no tuvo efecto alguno en el final de la guerra en esa región, que se produjo el 1 de abril de 1825, con la muerte del general Pedro Antonio Olañeta en el Combate de Tumusla.

## Guerra contra el Brasil

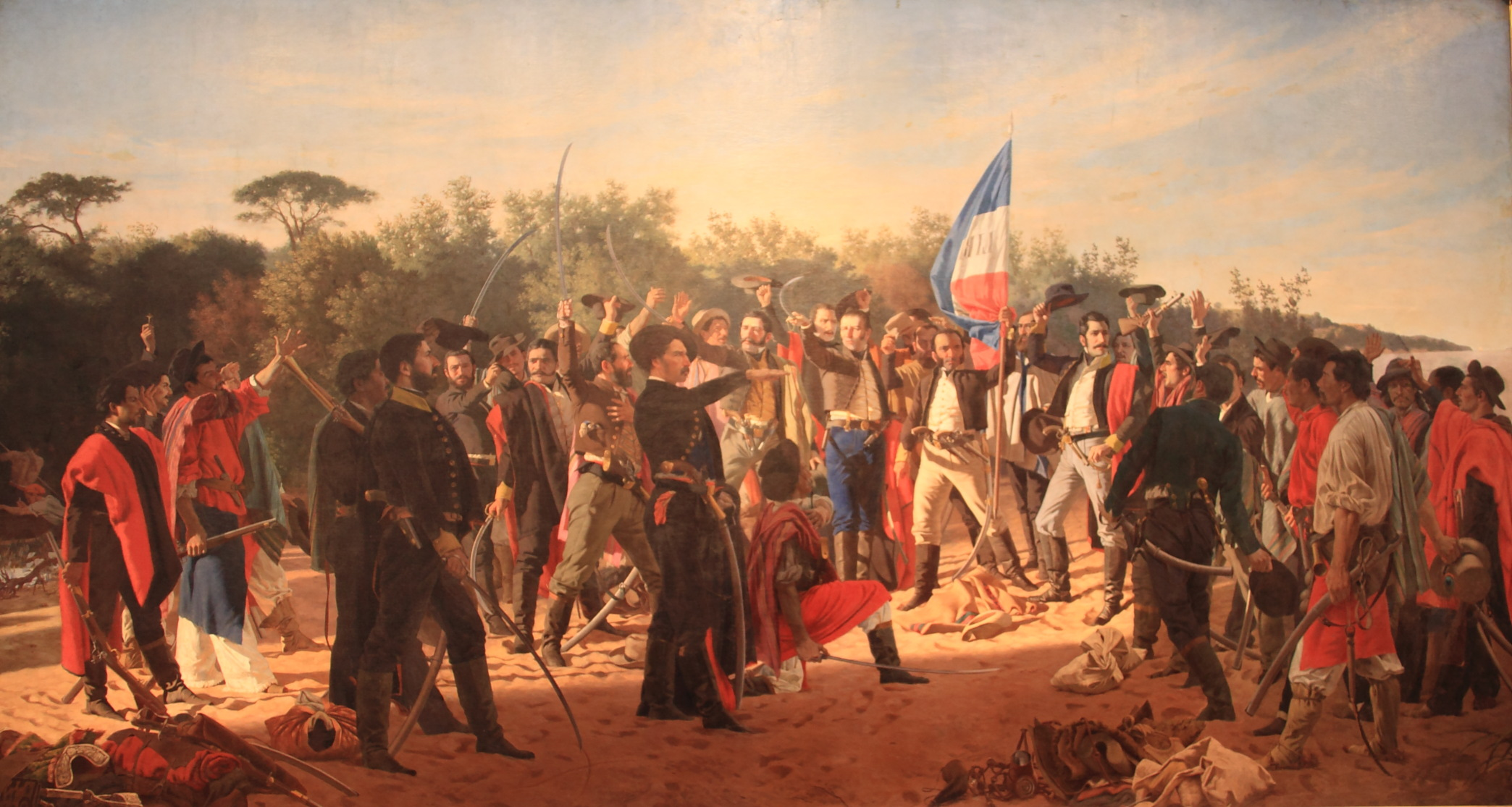
"El juramento de los treinta y tres orientales" por Juan Manuel Blanes.

Desde la disolución del gobierno central en 1820 desapareció el Ejército Argentino. Cada provincia, completamente autónoma de las demás, tenía su propio ejército, en parte derivado de desprendimientos del Ejército nacional, además de sus milicias, dedicadas a proveer seguridad a las zonas rurales. El último resto del ejército expedicionario al Perú, las tropas del Regimiento de Granaderos a Caballo, llegó a Buenos Aires a mediados de 1826, y fue disuelto a los pocos días.
La Banda Oriental había sido incorporada al Imperio del Brasil como Provincia Cisplatina con la anuencia de una parte de su población, mientras los militares que habían combatido contra la invasión portuguesa permanecían en el exilio, o bien eran severamente vigilados por el gobierno ocupante.
El 19 de abril de 1825 se inició desde Buenos Aires la campaña de los Treinta y Tres Orientales, liderados por Juan Antonio Lavalleja, que aspiraban a independizarse del Brasil y reincorporarse a las Provincias Unidas. En pocos días, sumaron el apoyo de miles de compatriotas, que se unieron al ejército y derrotaron a los brasileños en la Batalla de Sarandí. A continuación pusieron sitio a Montevideo, y el 25 de agosto, el Congreso de La Florida declaraba la anexión a las Provincias Unidas.
En Buenos Aires estaba reunido, desde el año anterior, el Congreso General Constituyente, con la misión de reunificar las Provincias Unidas. Pese a la simpatía que despertaba el movimiento emancipador oriental, este no contaba con medios para apoyarlo, al menos hasta tanto se organizara un poder central, que a su vez debería esperar la sanción de una constitución. Pero prevaleció el apoyo popular a la campaña, y el 25 de octubre la Provincia Oriental fue oficialmente reincorporada a las Provincias Unidas. En respuesta, el día 10 de diciembre el Imperio anunció la declaración de guerra a las Provincias Unidas, que fue respondida el 1 de enero de 1826 por el Congreso.
La provincia de Buenos Aires había creado un «Ejército de Observación», que se instaló en Entre Ríos. No era un ejército nacional, pero tenía una misión en cierto sentido nacional.
El 8 de febrero, el Congreso decidió –considerando que una guerra nacional debía ser llevada adelante por un gobierno nacional– crear un poder ejecutivo, con la denominación de Presidente de las Provincias Unidas, cargo para el que nombró a Bernardino Rivadavia. Este gesto cayó mal en las provincias interiores, que reclamaron que no se hubiera sancionado antes una constitución. A esa reacción se debe que el apoyo de las provincias interiores a la campaña militar fuese muy exiguo. Por otro lado, la intromisión el los asuntos internos de las provincias de varios oficiales que habían sido enviados al interior a reclutar soldados impidió la incorporación de tropas de muchas provincias al Ejército nacional. Las posteriores acciones del Congreso, en particular la sanción de la Constitución Argentina de 1826, de neto corte unitario, rechazada por la mayoría de las provincias del interior, disminuyeron aún más el aporte de las provincias al esfuerzo bélico.

### Campaña del Ejército Republicano
El presidente organizó un ejército casi enteramente en los alrededores de Buenos Aires, aunque al mismo se le adicionaron las tropas acantonadas en Entre Ríos y algunos contingentes venidos de las provincias interiores. El día 31 de mayo, un decreto de Rivadavia creaba el Ejército Argentino, que sería conocido por los historiadores como Ejército Republicano, como contraste con el Ejército Imperial.
El ministro de guerra, Carlos María de Alvear equipó generosamente al Ejército, y fue posteriormente nombrado su comandante. Asumió el mando en septiembre Durazno. El grueso del Ejército fue trasladado por agua hasta la Provincia Oriental, y al mismo se le incorporaron las tropas de Lavalleja. No obstante, si bien actuaron como avanzada del Ejército Republicano, las tropas orientales se manejaron con gran autonomía.
Tras una serie de choques menores, las tropas brasileñas quedaron divididas en dos cuerpos: una parte defendía la ciudad de Montevideo, y la otra estaba ubicada al noreste de la Provincia Oriental, tanto en territorio de ésta como en la vecina Provincia de Río Grande de San Pedro.
Con la intención de definir la guerra, en los primeros días de 1826 el general Alvear avanzó en busca del ejército imperial al mando de 12 000 hombres. La rápida marcha que realizó para introducirse entre las dos divisiones imperiales que se retiraban lentamente se frustró por el mal tiempo que obligó al Ejército Republicano a permanecer varios días inactivo en Bagé. Unido el Ejército Imperial, Alvear partió finalmente en su búsqueda, y tras dispersar a las divisiones volantes en Bacacay, y Ombú, lo obligó a presentar batalla en Ituzaingó el 20 de febrero. Este enfrentamiento entre 7700 republicanos y 6300 brasileños fue una victoria brillante del Ejército Argentino.
Pero la negligencia de Alvear en perseguir al enemigo hasta destruirlo completamente malogró los beneficios de la victoria. El ejército imperial se repuso, y el argentino comenzó a sufrir penurias, particularmente falta de alimentos, uniformes y municiones. Aún se pudieron obtener dos victorias más, en Camacuá y Yerbal, pero el Ejército se vio obligado a adoptar una posición defensiva sobre el río Yaguarón.
El Ejército Argentino quedó bajo el mando del jefe de los orientales, Lavalleja; bajo su mando reinó la indisciplina, y la falta de pago generalizó las deserciones.

### Disolución del Ejército
La permanencia del Ejército Imperial cerca de la frontera norte de la Provincia Oriental impidió reforzar el sitio de Montevideo, que por otra parte era eficazmente sostenida por la escuadra brasileña. La guerra naval, conducida del lado argentino por Guillermo Brown, permitió obtener varias victorias notables, como las de Los Pozos, Juncal y Carmen de Patagones, la desproporción en armamento naval era demasiado grande a favor del Imperio. Bastaron unas cuantas derrotas, como las de Quilmes y Monte Santiago, para cerrar un estricto bloqueo naval sobre Buenos Aires y el Paraná.
Presionado por el bloque brasileño, por los comerciantes ingleses y por la misión diplomática de John Ponsonby, ministro plenipotenciario de Gran Bretaña, Rivadavia encomendó a Manuel José García llegar a una paz honorable con el Imperio. Este decidió por su cuenta firmar una Convención Preliminar de Paz el 24 de mayo de 1827, que desde el punto de vista argentino equivalía a una rendición, ya que la República Argentina –ya se llamaba oficialmente así, desde la sanción de la Constitución de 1826– renunciaba a la Provincia Oriental. La pésima acogida de la noticia de la Convención Preliminar en la opinión pública y en el Congreso obligó a Rivadavia a rechazarlo, y aun así se vio obligado a renunciar. En su lugar fue elegido gobernador de Buenos Aires Manuel Dorrego, que intentó continuar la guerra, aunque debió enfrentar presiones en su contra aún más fuertes que las que había sufrido Rivadavia.
Con la intención de obligar al Imperio a negociar desde una posición menos dominante, Dorrego ordenó –más exactamente autorizó– una campaña dirigida por Estanislao López y Fructuoso Rivera para reconquistar las Misiones Orientales, ocupadas por Portugal en 1801. La campaña fue un éxito, pero causó una reacción negativa en el emperador Pedro I, que decidió continuar la guerra a cualquier costo y rechazar cualquier consideración que tuviera en cuenta la situación en las Misiones Orientales.
Mientras tanto, Lavalleja se iba convenciendo progresivamente que la única opción posible a la recuperación de la Provincia Oriental por el Imperio era su independencia, y presionó a sus diputados y al propio gobernador porteño en ese sentido. Dorrego terminó por rendirse a la evidencia y en agosto de 1828 firmó la Convención Preliminar de Paz con el Imperio, que creaba el Estado Oriental del Uruguay.
Las tropas orientales pasaron a ser el ejército del nuevo estado, y las argentinas –cuyos jefes se sentían traicionados por Dorrego– regresaron a Buenos Aires en dos divisiones. La primera en llegar, comandada por Juan Lavalle, estaba formada por tropas porteñas, y fue utilizada para derrocar a Dorrego. Tras la guerra civil que siguió, terminó por ser unificada con el ejército de la Provincia de Buenos Aires por su vencedor, Juan Manuel de Rosas.
La segunda división, comandada por José María Paz, se dirigió al interior, donde fue utilizado para derrocar el gobernador cordobés Juan Bautista Bustos y derrotar a sus aliados, especialmente al riojano Facundo Quiroga. A lo largo de la segunda guerra entre unitarios y federales en el interior, tanto Paz como Quiroga comandaron ejércitos interprovinciales, y ambos anunciaron que lo hacían en nombre de todo el país. No obstante que la victoria quedó en definitiva en manos de Quiroga, no volvió a organizarse ningún ejército argentino. El Pacto Federal, que fue firmado por todas las provincias argentinas en 1831, organizaba las relaciones entre las provincias; en lo militar, establecía que el mando de cualquier ejército inter o supraprovincial quedaría al mando del gobernador de la provincia en que se combatiese.

## Guerra con Bolivia

### Causas
En 1836 se formó la Confederación Perú-Boliviana gobernada por el general Andrés de Santa Cruz, que estaba compuesta por los actuales países de Perú y Bolivia, incluyendo algunos territorios que actualmente pertenecen a Chile. La misma, con intenciones expansionistas, representó una amenaza para Chile, quien le declaró la guerra. Incitado por el gobierno chileno, y debido a la cuestión de Tarija –que había sido anexada a Bolivia en años anteriores– y al apoyo de los oficiales de Santa Cruz a campañas de invasión por parte de exiliados unitarios, el gobernador de Buenos Aires, Juan Manuel de Rosas, rompió relaciones con la confederación el 13 de febrero de 1837, y declaró la guerra al mariscal Santa Cruz el 19 de mayo.
De acuerdo al Pacto Federal, el mando debería haber recaído en el gobernador de la Provincia de Jujuy, pero el 8 de mayo, Rosas, en su carácter de encargado de las relaciones exteriores y guerra, nombró comandante del Ejército del Norte al gobernador de la Provincia de Tucumán, Alejandro Heredia, en su carácter de general de mayor antigüedad del noroeste del país. Dado que no pretendía participar personalmente en la guerra, este nombró jefe de Estado Mayor a su hermano, general Felipe Heredia, gobernador de la Provincia de Salta.

### Ejército Argentino del Norte
Al comenzar la guerra, no existía un ejército organizado, de modo que hubo que improvisar todo: la base del llamado Ejército del Norte fueron los ejércitos de las provincias de Tucumán y Salta y las tropas de frontera de Jujuy. Como primera medida adicional, fueron movilizados trescientos hombres –cien voluntarios sin conocimiento militar y doscientos milicianos– alcanzando a iniciar la campaña apenas cuatrocientos hombres. Más tarde se llegarían a movilizar hacia el frente hasta 3500 soldados.
Posteriormente se movilizaron tres divisiones, al mando de Felipe Heredia, Gregorio Paz y Manuel Virto y Pablo Alemán.

### Las operaciones
Pese a las órdenes de Santa Cruz de quedar a la defensiva mientras intentaba rechazar el ataque chileno, el general alemán Otto Philipp Braun al servicio de Santa Cruz tomó la ofensiva y a fines de agosto ocupó La Quiaca y el cercano pueblo de Cochinoca. Unido a la división de Francisco Burdett O'Connor, ocuparon Humahuaca unas semanas más tarde.
Al día siguiente, el general Felipe Heredia, contraatacó en el Combate de Humahuaca y –según fuentes argentinas– volvió a vencer el día 12 a las fuerzas del teniente coronel Fernando María Campero Barragán en el Combate de Santa Bárbara, unos cuatro kilómetros al norte de Humahuaca. Fuentes bolivianas afirmaron que la batalla fue un triunfo de su país.
Una serie de rebeliones en las provincias del norte argentino obligaron a Heredia a retirar sus tropas del frente. Pero a principios del año siguiente, ante una nueva ofensiva boliviana, Heredia envió al norte a 3500 hombres. La columna al mando del coronel Virto fue derrotada en el Combate de Iruya el 11 de junio. La columna de Paz logró llegar a las inmediaciones de Tarija, pero fue seriamente derrotada en el Combate de Montenegro el 24 de junio, por lo que ambas fueron obligadas a retirarse.
La guerra no tuvo consecuencia alguna: si los historiadores argentinos la califican como un empate, los bolivianos la elevan a la categoría de gran victoria. Aunque la Confederación Perú-Boliviana logró anexar efímeramente algunas poblaciones del norte argentino. El asesinato de Alejandro Heredia, el derrocamiento de sus partidarios en las provincias del norte y la derrota y caída de Santa Cruz causaron el final de la guerra. Las poblaciones hasta el río La Quiaca fueron restituidas a la Argentina, pero Tarija y Tupiza quedaron en manos bolivianas cuando este país se separó definitivamente de la Confederación.

## La Organización Nacional
Poco después del final de la guerra contra Bolivia estalló nuevamente la guerra civil, enfrentándose una vez más federales y unitarios. El gobernador Rosas, en tanto encargado de las relaciones exteriores de la Confederación Argentina, asumió la dirección de la lucha contra los unitarios y organizó poderosos ejércitos, delegando el mando de los mismos a diversos jefes, en particular a Manuel Oribe, presidente derrocado del Uruguay. El ejército de Oribe tenía pretensiones de representar a toda la Confederación, pero estaba formado como producto de una alianza. Tras la derrota de los unitarios en la Argentina, gran parte de este ejército invadió el Uruguay y tuvo una participación destacada en la Guerra Grande; no obstante, las tropas argentinas que participaron en la misma lo hicieron como ejércitos provinciales, en particular de Buenos Aires y Entre Ríos
En 1851 las alianzas cambiaron nuevamente, y el general federal Justo José de Urquiza organizó el Ejército Grande, como resultado de la alianza de las provincias de Corrientes y Entre Ríos, el Partido Colorado uruguayo y el Imperio del Brasil. Al frente del mismo, Urquiza derrotó a Rosas y comenzó la Organización Nacional.
Asumida la presidencia en 1854, Urquiza no sólo encontró que no tenía ejército nacional –la base de su fuerzas militar residía en el poderoso ejército entrerriano– sino que el Estado de Buenos Aires se negaba a reconocer su autoridad nacional. De modo que dedicó muchos esfuerzos en refundar el Ejército de la Confederación, sobre la base de las fuerzas militares provinciales.
Militarmente, el territorio quedó dividido en cinco Divisiones Militares, y varios caudillos provinciales de influencia regional, como el caso del sanjuanino Nazario Benavídez, del puntano Pablo Lucero, o del mismo Urquiza, asumieron el mando de estas divisiones. La educación militar brillaba por su ausencia, excepto en el arma de artillería, cuyos oficiales jóvenes recibían educación especial en el Colegio de Concepción del Uruguay. Las fuerzas de línea tuvieron un leve incremento entre 1854 y 1861, pasando de 2950 a 4325 hombres. No obstante lo exiguo de estas fuerzas, el Ministerio de Guerra y Marina insumía entre el 30 y el 50 % del presupuesto de la Confederación.
De todos modos, la reunión del Ejército de la Confederación para operaciones a gran escala resultó una tarea demasiado grande para su gobierno. Las fuerzas que combatieron contra el Estado de Buenos Aires en la Batalla de Cepeda (1859) estaban estructuradas sobre las tropas de línea y milicias de Entre Ríos, San Luis y Santa Fe; dos años más tarde, para la Batalla de Pavón, el presidente Santiago Derqui sumó a estas fuerzas un gran contingente reunido en la Provincia de Córdoba.
La Batalla de Pavón llevó a corto plazo a la disolución de la Confederación, a la que siguió la invasión del interior por el ejército porteño. Sobre la base de este ejército invasor se fundaría –esta vez en forma definitiva– el Ejército Argentino. Parte de los ejércitos provinciales, como los casos de Córdoba y Santa Fe, fueron incorporados al ejército nacional aún antes del ascenso de Bartolomé Mitre a la presidencia. Otra parte continuó como milicias provinciales, rebautizadas como Guardias Nacionales. Por último, algunas de las milicias provinciales fueron sistemáticamente destruidas en la invasión porteña, como fue el caso de las montoneras del Chacho Peñaloza.
En 1865, el Ejército Argentino estaba formado por unos 6000 hombres, repartidos por la mayor parte de las fronteras con los indígenas. Sus oficiales eran antiguos participantes de las guerras civiles, hombres de clase media a quienes les atraía la vida de cuartel y pequeños hacendados con experiencia en la lucha contra los indios.
Los soldados «de línea» tenían tres orígenes distintos: la mayoría eran gauchos condenados al servicio por «vagos y mal entretenidos», es decir, que habían sido sorprendidos desplazándose por el campo sin la papeleta de conchabo. A estos se agregaban todo tipo de condenados, lo que reemplazaba la ineficacia de las cárceles. Por último se le sumaba un cierto número de voluntarios extranjeros –con gran preponderancia de los italianos– que se enrolaban por tres años.

## Campañas contra los indígenas
Durante todo el tiempo en que las fuerzas militares permanecieron libres de luchas internacionales y civiles, la actividad militar se concentró en la lucha contra los indígenas del sur y del Chaco. Por la importancia numérica de los combatientes y por el interés directo que en la lucha tenía el gobierno de Buenos Aires, los más peligrosos eran los distintos pueblos que poblaban la región pampeana y el norte de la Patagonia oriental. Eran los llamados pampas y ranqueles, etnias de origen mayormente tehuelche y pehuenche, cultural y políticamente absorbidos por los mapuches.
La relación con los indígenas del sur había sido de paz desde fines del Virreinato, hasta el año 1820, en que varios grupos indígenas, aprovechando la anarquía, comenzaron a lanzar ataques en distintos puntos de la Provincia de Buenos Aires. También tuvo un papel destacado la participación en estos ataques de José Miguel Carrera, militar chileno que ayudó a estos indígenas en sus malones a cambio de su colaboración en la campaña a Chile que planeaba.
La respuesta del gobernador Martín Rodríguez reinauguró la secular lucha por la frontera sur, que pronto se extendió a las demás provincias. No obstante que el enemigo era común, no hubo coordinación alguna entre las provincias afectadas, que se defendieron y contraatacaron con sus milicias provinciales únicamente. Durante la segunda mitad de la década de 1820 la situación se agravó por dos factores: la participación de los hermanos Pincheira, realistas devenidos caciques, y el avance de la frontera sur en la provincia de Buenos Aires.
Tras el final de la guerra civil de 1828–1831, se organizó la llamada Campaña de Rosas al Desierto. Originalmente había sido planeada como una campaña combinada entre las provincias de Mendoza, San Luis, Córdoba y Buenos Aires. Teóricamente el comando correspondía a Facundo Quiroga, pero en la práctica las tres columnas actuaron por separado, sin coordinación alguna. Las columnas de Mendoza y de San Luis – Córdoba llevaron adelante un avance acotado, y debieron regresar por falta de alimentos. La columna de Buenos Aires, en cambio, dirigida por el general Rosas, alcanzó con éxito los objetivos planeados, ocupando todo el valle del río Negro e incluso más allá. Pero, en definitiva, se trató de una campaña del ejército y milicias de la provincia de Buenos Aires, no de un ejército nacional.
Durante los años siguientes, las relaciones con los indígenas fue manejada por Rosas por medio de la política de pago de raciones y regalos a los caciques indígenas que lograran mantener disciplinados a sus guerreros. Sin embargo, dado que los ranqueles tenían fronteras con cinco provincias, fueron muy difíciles de cooptar.
El trato pacífico con los indios se mantuvo hasta la Batalla de Caseros, tras la cual los gobiernos del Estado de Buenos Aires suspendieron los pagos a los caciques. Por otro lado, el presidente Urquiza sostenía económicamente a los indígenas para mantener ocupado y debilitar al ejército porteño. El resultado fue la ruptura permanente con los indígenas, que se lanzaron a una serie de campañas de saqueo sobre la provincia, dirigidos por el cacique mayor Juan Calfucurá, que contaba con varios miles de guerreros. Varios sucesivos contraataques de las fuerzas de Buenos Aires chocaron con la capacidad operativa de los indígenas, que lograron una gran victoria sobre el futuro presidente Mitre en la Batalla de Sierra Chica, del 30 de mayo de 1855.
Desde entonces, la defensa contra los indígenas estuvo centrada en la que pudieran sostener la multitud de pequeños fortines diseminados por toda la frontera y guarnecidos por gauchos condenados a servicio sin ninguna preparación y con una carencia permanente de casi todo lo necesario para frenar los avances indígenas. Pese a que se trató de campañas puramente de una de las provincias, cabe citar estas campañas como antecedente histórico el Ejército Argentino porque la mayor parte de este sería formado –a partir de 1862– por oficiales que habían hecho su trayectoria militar en la frontera indígena de la provincia de Buenos Aires.
La situación en las provincias del sur de la Confederación era similar, con la diferencia de que los ranqueles tenían una mejor relación con su gobierno, por lo que la línea de fortines tenía una función principalmente disuasiva. Por otro lado, también los oficiales que hacían la guarnición en los fortines de la Confederación fueron incorporados al Ejército nacional después de la Batalla de Pavón.
A partir de 1865 y hasta 1870, la guerra del Paraguay interrumpió las operaciones contra los indígenas. Aun así, en 1867 se promulgó la ley N.º 215, que preveía llevar la frontera sur a los ríos Negro y Neuquén.

## Guerra del Paraguay
La guerra de la Triple Alianza se desencadenó a fines de 1864, cuando el presidente de la República del Paraguay, Francisco Solano López, decidió acudir en ayuda del gobierno constitucional uruguayo, ejercido por el Partido Blanco. Este estaba en guerra civil contra el Partido Colorado, el cual era apoyado militarmente por el Imperio del Brasil.

### Campaña de Corrientes
La primera etapa de la guerra consistió en la exitosa invasión del Mato Grosso por fuerzas paraguayas. A continuación, López solicitó autorización al presidente argentino Bartolomé Mitre para que sus tropas atravesaran la provincia de Corrientes rumbo a Uruguay. Mitre denegó tal petición, y en respuesta López declaró la guerra a Argentina: En abril de 1865, tropas paraguayas ocuparon la Ciudad de Corrientes. A principios de mayo, representantes de Argentina, Brasil y Uruguay firmaron el «Tratado de la Triple Alianza» contra el mariscal López.
La primera resistencia la dirigió el gobernador Manuel Lagraña, que reunió en las cercanías de la capital correntina alrededor de 3500 voluntarios, unido poco después al caudillo correntino Nicanor Cáceres, que aportó 1500 veteranos. Ante la superioridad numérica de los paraguayos –unos 25 000 hombres– debieron retirarse hacia el sur.
El brigadier general Mitre asumió el comando en jefe del Ejército Aliado de operaciones, delegando el mando del país en el vicepresidente Marcos Paz. El ministro de guerra, coronel mayor (general) Gelly y Obes, asumió como jefe de Estado Mayor, delegando la cartera al coronel Julián Martínez. A principios de 1868 murió Marcos Paz y reasumió Mitre la presidencia, delegando el comando en Gelly.
El presidente Mitre ordenó reunir todas las fuerzas disponibles, tanto de línea como de la Guardia Nacional, en Rosario y Buenos Aires. Una pequeña división del Ejército de línea llegó por el río Paraná al mando de Wenceslao Paunero y reconquistó la ciudad de Corrientes el 25 de mayo. Pero ante la llegada de nuevas divisiones paraguayas optó por reembarcarse hacia Goya. Allí se puso al mando de todas las tropas enviadas hacia el norte por el río Paraná, llegando a reunir 3600 hombres. Esta fuerza era insuficiente para hacer frente a la invasión paraguaya, pero el presidente López decidió no continuar su avance hasta destruir la escuadra brasileña apostada frente a Corrientes, cosa que intentó el 11 de junio, en la Batalla del Riachuelo. La derrota de la escuadra paraguaya cortó el avance hacia el sur de las tropas paraguayas, que se retiraron hacia la ciudad de Corrientes.
El avance hacia el sur obedecía a dos propósitos: la primera era apoyar la reacción a favor de Paraguay que López esperaba encontrar en Corrientes y Entre Ríos. Si bien hubo correntinos que lucharon en el bando paraguayo, fueron muy escasos; los soldados entrerrianos se negaron a luchar contra quienes consideraban sus aliados naturales, pero no pasó de una actitud pasiva.

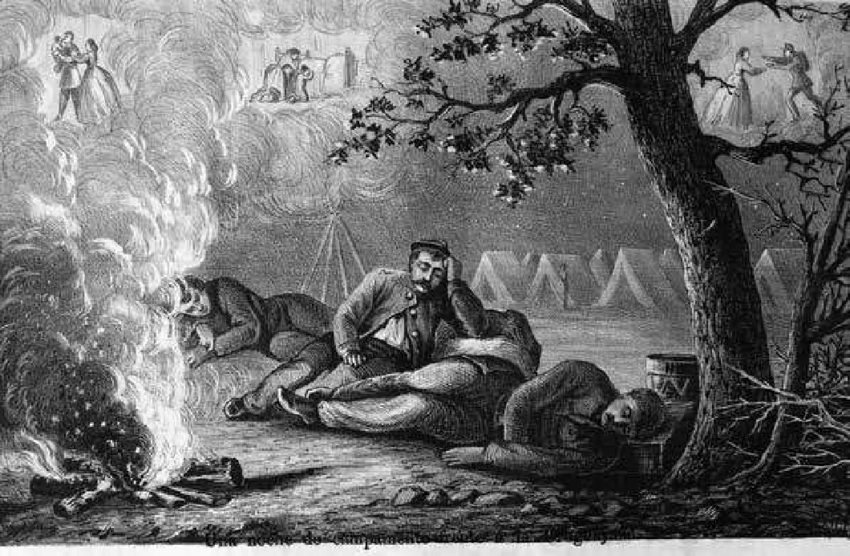
Una noche de campamento frente a la Uruguayana (Correo del Domingo, 1º/10/1865).

La otra razón era que se esperaba que los invasores se unieran con una segunda columna de 12 000 paraguayos, que había avanzado desde Encarnación, buscando llegar a territorio uruguayo. Divididas en dos columnas, estas fuerzas ocuparon el 5 de agosto la ciudad de Uruguayana, en territorio brasileño, mientras una fracción ocupaba Paso de los Libres, en el lado correntino del mismo río Uruguay. Para continuar su camino esperaban la llegada de la columna del Paraná, que nunca llegó.
El presidente Mitre se estableció en Concordia, donde se le unieron fuerzas brasileñas y uruguayas. Al mando de la vanguardia, formada principalmente por argentinos y uruguayos, el dictador Venancio Flores obtuvo el 17 de agosto la victoria de Yatay. A continuación, los aliados pusieron sitio a Uruguayana, que terminó por rendirse el 16 de septiembre.
Las fuerzas paraguayas abandonaron Corrientes, adoptando posiciones defensivas en la región paraguaya ubicada entre los ríos Paraná y Paraguay. Los aliados tardaron muchas semanas en cruzar la provincia y ocupar la ciudad, al norte de la cual organizaron sus cuarteles. Tras la retirada, las fuerzas paraguayas intentaron algunos contraataques al sur del río Paraná, durante los cuales obtuvieron una victoria en la Pehuajó. Su único resultado fue retrasar la invasión a territorio paraguayo, que no pudo ser evitada.

### Fuerzas argentinas en la guerra

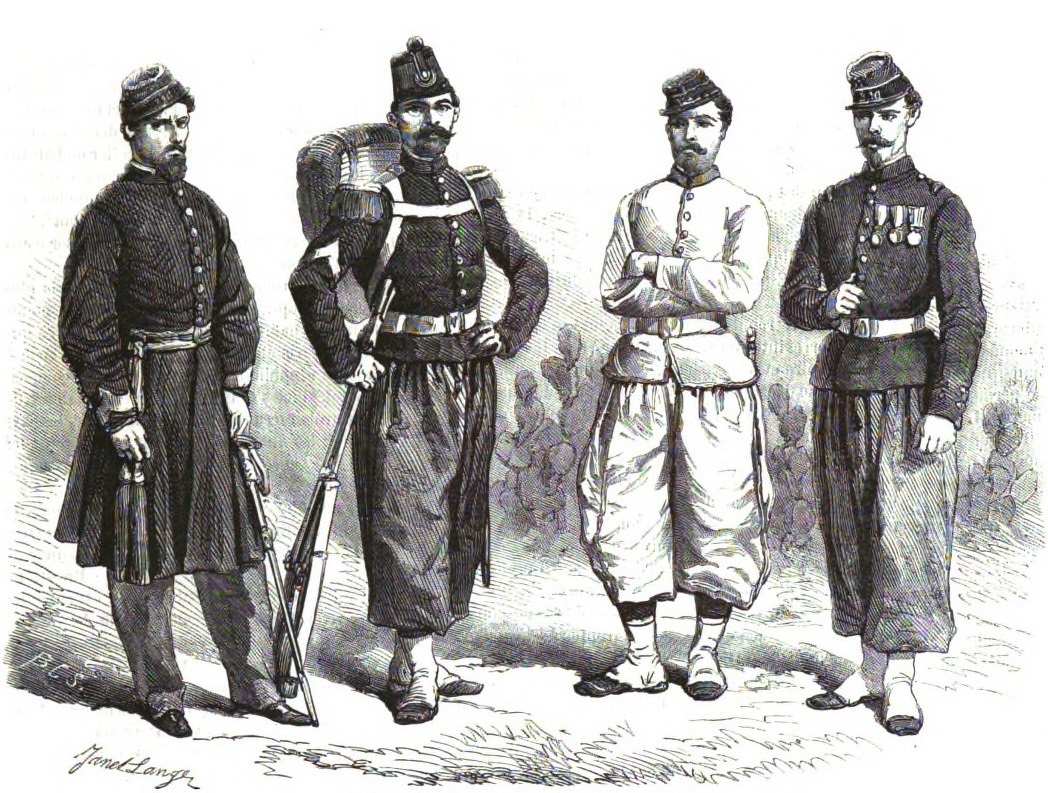
Infantería del Ejército de la República Argentina (L'Illustration, n.º 1132, 1864.).

Oficialmente, al producirse la invasión paraguaya a Corrientes, el Ejército Argentino contaba con 6391 hombres: 2993 del arma de infantería, 2858 de caballería y 540 de artillería.
A esas tropas deben agregarse los Guardias Nacionales que pudieran enviarse al frente: teóricamente se trataba de toda la población entre los 17 y los 45 años, en total 185 000 hombres, pero lógicamente no todos eran aptos para la lucha. Por otro lado, la movilización siquiera de la tercera parte de ese número habría desarticulado por completo la economía argentina. De modo que se echó mano a los gauchos que prestaban servicios en los fortines de la frontera indígena –que quedó parcialmente desarmada– y a voluntarios de las ciudades de Buenos Aires y Rosario, únicas en que la población apoyó decididamente la guerra, además de voluntarios correntinos. Del ejército de milicias entrerrianas solo participaron escasas divisiones de infantería y artillería, la caballería desertó en masa.
Apenas iniciada la participación argentina en la guerra, una ley ordenó la formación de contingentes que debían ser reclutados por los gobiernos provinciales. En un parte del 15 de noviembre de 1865 se detallan las fuerzas con las que contribuyeron las provincias argentinas conformando la Guardia Nacional:
- Provincia de Buenos Aires: 10 batallones de infantería y dos regimientos de caballería, 5000 hombres.
- Santa Fe: tres batallones de infantería y un regimiento de caballería, 1025 hombres.
- Entre Ríos, dos batallones, artillería y piquete, 751 hombres.
- Córdoba: dos batallones, 459 hombres.
- La Rioja, un batallón, 360 hombres.
- San Juan, un batallón, 336 hombres.
- Tucumán: un batallón, 300 hombres.
- Salta, un batallón, 298 hombres.
- Catamarca, un batallón, 282 hombres.
- Mendoza, un batallón, 271 hombres.
- Corrientes, un batallón, 219 hombres.
- San Luis, un batallón, 195 hombres.

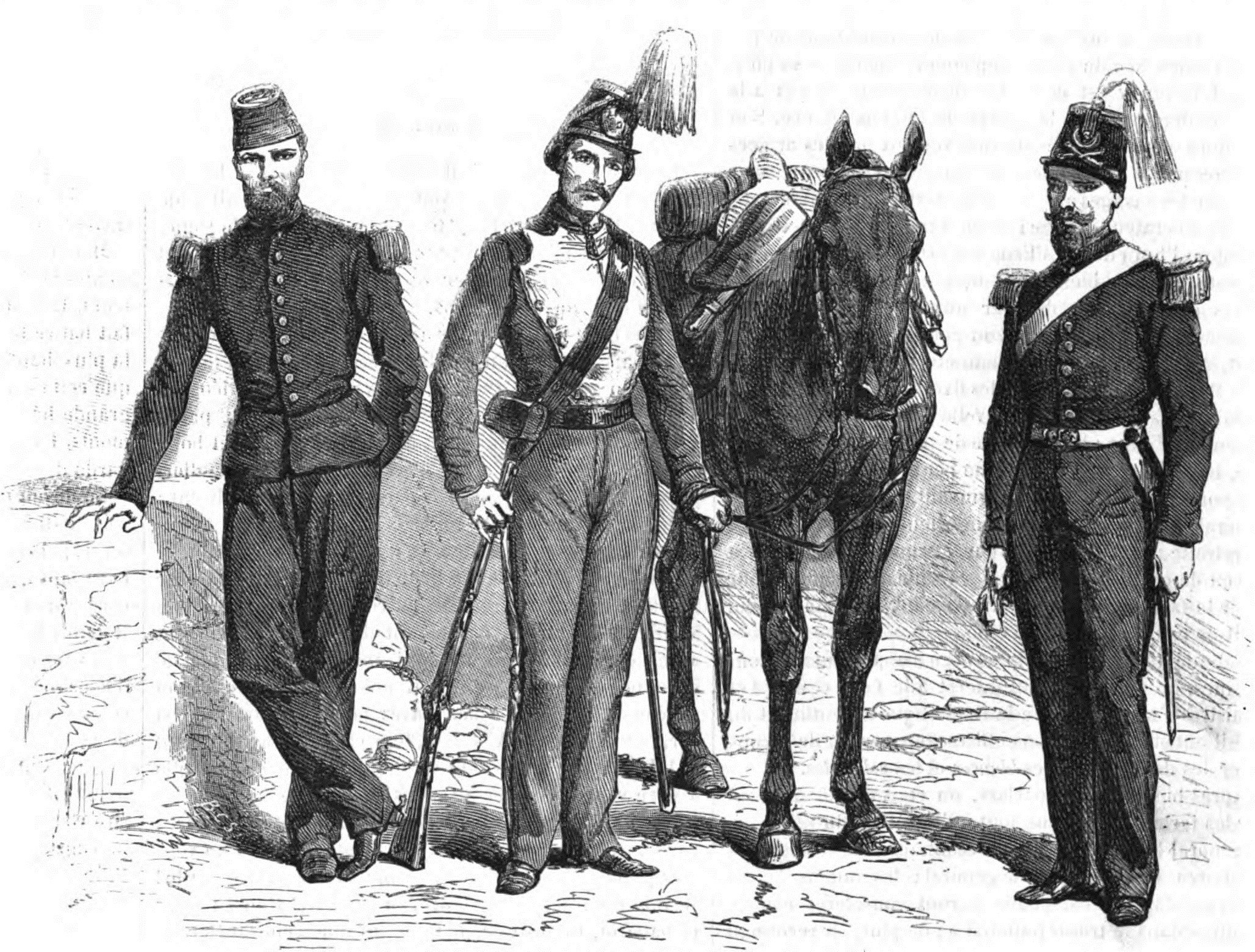
Caballería y artillería del Ejército de la República Argentina (L'Illustration, n.º 1132, 1864.).

A estas fuerzas se deben agregar tres batallones de italianos y 4500 correntinos de caballería que formaron la primera resistencia al frente de los coroneles Sosa, Hornos, Cáceres, y otros. El gobierno solicitó posteriormente 1150 soldados más a las provincias del interior para remontar los cuerpos de línea. Muchos gobernadores organizaron esos contingentes enganchando a la fuerza a sus enemigos políticos, lo que daría lugar a repetidas sublevaciones.
Las fuerzas de línea destinadas a la guerra en noviembre de 1865 eran ocho generales, 241 jefes, 2059 oficiales, 5402 suboficiales y 16 812 soldados, número que se aumentó en abril de 1866 hasta 25 000. En comparación con los demás beligerantes, en el caso argentino resulta llamativo que en total se movilizaron algo menos de 30 000 hombres, es decir que la gran mayoría de los mismos ya habían sido movilizados antes de cumplirse un año del comienzo de la guerra.
En el momento de realizarse el censo argentino de 1869, se contaron 6276 militares argentinos en Paraguay.
De los otros aliados, Brasil llegó a movilizar un total de 139 000 hombres a lo largo de toda la guerra, mientras que Uruguay aportó inicialmente 3166 hombres, llegando a lo largo de la guerra a enviar al frente 5583.
Frente a estas fuerzas, Paraguay contaba 7000 soldados en armas poco antes de iniciarse la guerra; su población fue movilizada en su totalidad, excediendo las previsiones de 64 000 potencialmente movilizables mediante la incorporación de ancianos y adolescentes, e incluso niños.

### Armamento y estrategia

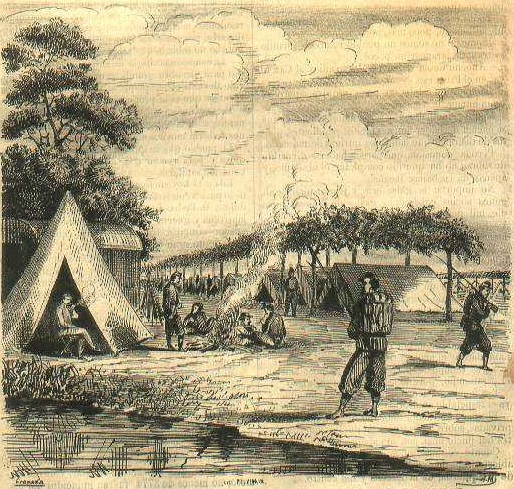
Campamento de un batallón de infantería de línea en la Ensenada, Corrientes (Correo del Domingo, 14 de enero de 1866).

Las fuerzas aliadas permanecieron en las cercanías de Corrientes entre el 28 de octubre –fecha de su entrada en la ciudad– y el 5 de abril de 1866, dedicadas a incorporar nuevos contingentes, recibir instrucción y aceitar su sistema de aprovisionamiento. Para los conocimientos militares de la época, se consideraba imprescindible contar con una diferencia numérica abrumadora –al menos de tres a uno– para operar con posibilidades de éxito en una ofensiva contra posiciones atrincheradas como las que esperaban hallar –y efectivamente encontraron– los aliados en Paraguay.
La ventaja numérica de los aliados era acompañada por la superioridad de sus armamentos, ya que la mayor parte de las armas eran fusiles de retrocarga y cañones «rayados», frente a una mayoría de fusiles a chispa y cañones de bronce lisos en el ejército paraguayo. Sin ser especialmente brillantes, los oficiales aliados resultaron más eficaces que los paraguayos, debido a que el presidente López insistía en tomar personalmente la mayor parte de las decisiones sin consultar a sus asistentes.
El bloqueo del Río de la Plata por parte de la escuadra brasileña impidió la llegada a Paraguay de gran cantidad de armamento de superior calidad que ya había sido comprado en Europa. Las únicas ventajas en armamento que tenían los paraguayos era la fundición de Ibicuy, en la que podían fabricar algunos miles de armas blancas y de fuego, un mejor estado de sus caballos, y –sobre todo– un profundo conocimiento de la geografía de la zona donde se luchó la guerra.
El Ejército Paraguayo hizo un uso intensivo de las defensas terrestres fortificadas, que costaron muchos miles de vidas a sus enemigos. A eso se le suman algunos avances técnicos, como la comunicación telegráfica entre la capital y el frente de guerra, y el ferrocarril, que por estar alejado del principal teatro bélico tuvo un uso muy marginal. Mientras Brasil y Paraguay utilizaron el telégrafo durante la contienda, tanto Argentina como Uruguay continuaron utilizando chasques para sus comunicaciones militares. Desde entonces, el valor militar del telégrafo fue comprendido por muchos oficiales argentinos que participaron de la guerra.

### La Guerra en territorio paraguayo

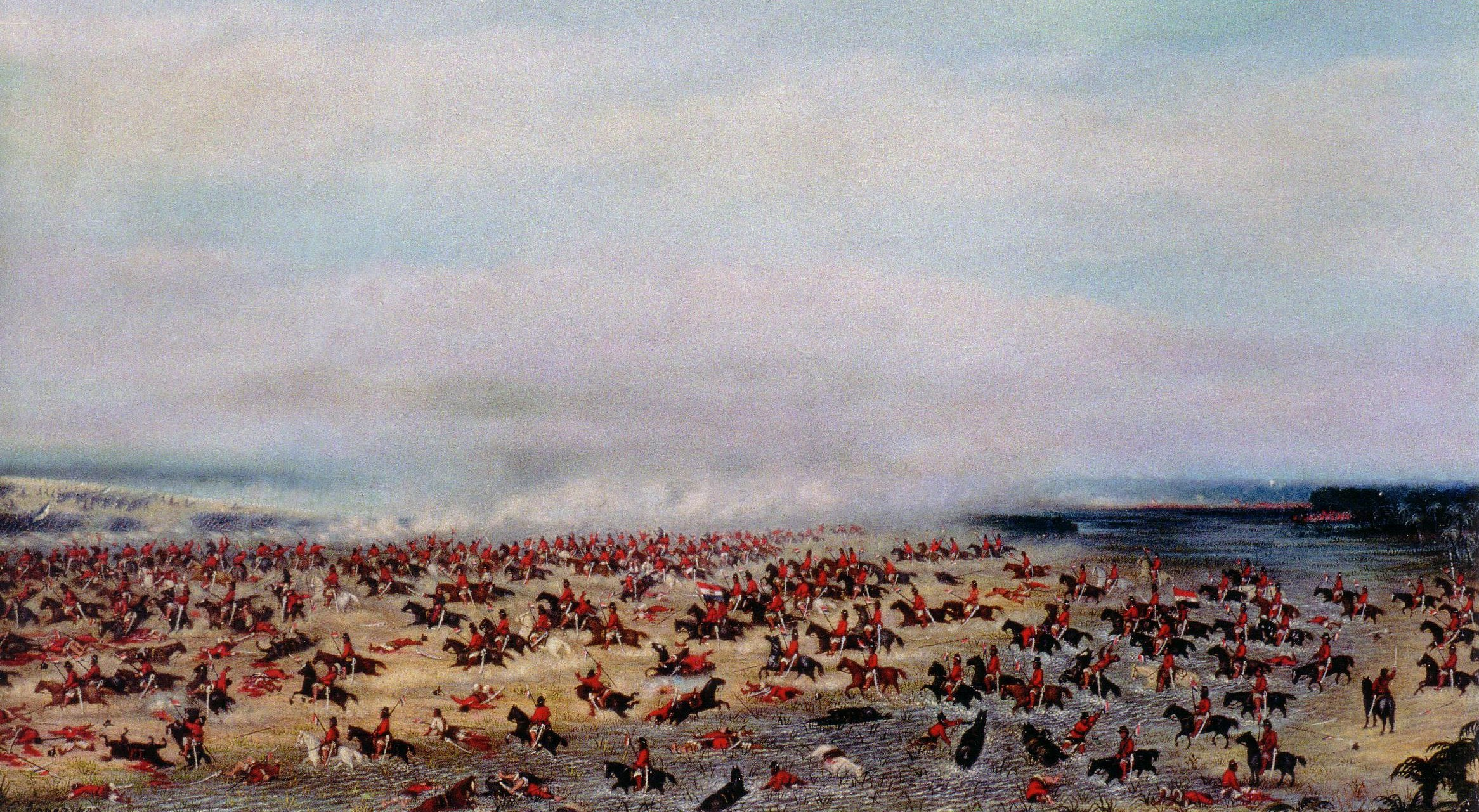
Representación artística de la Batalla de Tuyutí (1876–1885, por Cándido López).

El 5 de abril se inició la invasión de 50 000 aliados a territorio paraguayo, iniciándose la fase más larga de la guerra: la Campaña de Humaitá. En una superficie muy reducida, cruzada por esteros, selvas y lagunas, el Ejército Paraguayo había establecido gran cantidad de posiciones defensivas, centradas en las fortalezas de Itapirú, que fue tomada ese día tras fuerte resistencia, Curupayty y, especialmente, el de Humaitá; todas ellas estaban sobre el río Paraguay, artilladas para dificultar el paso de buques enemigos.
No obstante su superioridad defensiva, el presidente López se lanzó al ataque en dos batallas iniciales, las de Estero Bellaco y Tuyutí. Si la primera fue una derrota relativa, la segunda fue la peor de las derrotas posibles, ya que perdió 13 000 hombres entre muertos, heridos y prisioneros. El Ejército Argentino tuvo una actuación destacada en ambas, participando en la reacción contra las iniciales victorias paraguayas.
López cambió su estrategia y organizó una línea defensiva a muy corta distancia del campamento aliado; en respuesta, el general Mitre –comandante del ejército aliado– lanzó sucesivos ataques sobre esas posiciones, en las batallas de Batalla de Boquerón, Yataytí Corá y las dos Batallas de Sauce. Pese al valor demostrado por los argentinos, no se obtuvieron resultados.
Tras la captura del Fuerte de Curuzú por los brasileños, Mitre ordenó un ataque frontal a Curupaytí, que se realizó el 22 de septiembre de 1866. Fue una completa derrota, en que los argentinos tuvieron 983 muertos y 2002 heridos, y los brasileños, 408 muertos y 1338 heridos. Por su parte, los paraguayos tuvieron 92 bajas en total.
Las operaciones se detuvieron por completo durante un año, durante el cual apareció una epidemia de cólera que diezmó a las fuerzas de ambos bandos. Por otro lado, grandes fracciones del Ejército Argentino debieron ser trasladadas a su propio territorio para enfrentar la Revolución de los Colorados.
A mediados de 1867, las fuerzas brasileñas reiniciaron la ofensiva sobre las posiciones paraguayas, rodeándolas por el este. Por su parte, la escuadra brasileña logró superar las baterías de Humaitá sin grandes daños. A principios del año siguiente, bajo el mando del brasileño Marqués de Caxias, la ofensiva se hizo más activa, dejando progresivamente de lado a las fuerzas argentinas.
López evacuó Curupaytí y Humaitá, retirándose a una nueva posición defensiva a corta distancia de Asunción. Desechando por completo contar con las fuerzas argentinas, Caxias lanzó en diciembre de 1868 una ofensiva masiva, conocida como Campaña del Piquisiry, con la que logró cercar a López en su posición defensiva; tras un fracaso inicial, se vio obligado a contar nuevamente con la participación argentina en la Batalla de Lomas Valentinas. En los primeros días de 1869, los brasileños ocuparon Asunción, mientras López se retiraba hacia el interior. El general argentino Emilio Mitre se negó a ingresar a la ciudad, para no autorizar el saqueo de la misma.
Bajo el mando del Conde D'Eu, yerno del Emperador Pedro II, la Campaña de las Cordilleras consistió solamente en la persecución de López, que se había atrincherado en la Cordillera de Escurra al frente de un ejército principalmente formado por niños y ancianos. La participación del Ejército Argentino en la primera fase de la campaña fue de apoyo de las fuerzas brasileñas, que llevaban el peso de toda la expedición. Las tropas argentinas no participaron en las matanzas de prisioneros paraguayos –en su mayoría niños– que siguieron a las batallas de Piribebuy y Acosta Ñu, últimas verdaderas batallas de esta guerra.
La persecución final de López, que fue muerto en el Combate de Cerro Corá el 1 de marzo de 1870 no contó con participación argentina.
El Paraguay sufrió una catástrofe demográfica, perdiendo gran parte de su población, perdió todos los territorios que había tenido en disputa con Argentina –que confirmó sin oposición su posesión de las actuales provincias de Formosa y Misiones– y vio definitivamente truncado su incipiente desarrollo industrial.
Argentina sufrió enormes gastos de guerra, que llevarían a mediano plazo a una gran crisis económica y a la dependencia permanente del crédito externo. También perdió muchos miles de soldados. Pero el Ejército Argentino dejó de ser un conglomerado de milicias provinciales y fuerzas de ocupación porteñas en el interior, para iniciar el camino de su profesionalización y despolitización.

## Últimas guerras civiles
A diferencia de lo que había ocurrido durante los anteriores 40 años, las guerras civiles entre 1865 y 1880 contaron en uno de los bandos con la actuación del Ejército Argentino, que luchaba del lado del gobierno nacional contra los distintos grupos rebeldes, en todos los casos de alcance local.

### Revolución de los Colorados

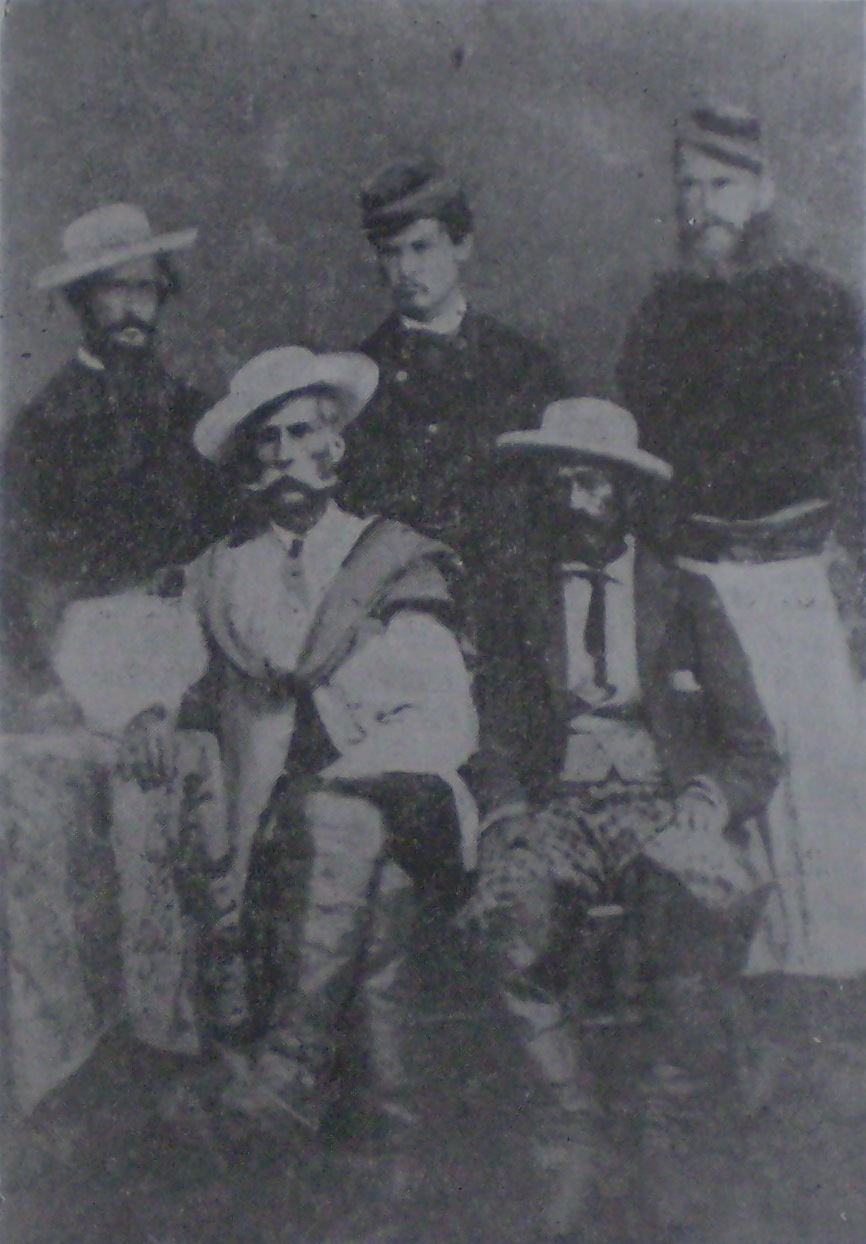
El coronel Felipe Varela y sus oficiales.

El aplastamiento violento de los federales después de Pavón y la remisión de grandes contingentes a la guerra del Paraguay llevó a un estado de agitación muy acentuado a las provincias del centro, oeste y norte del país. Como resultado, en noviembre de 1866 estalló en Mendoza una sublevación de las tropas reunidas para marchar a la guerra, que dio lugar a la Revolución de los Colorados, esto es, los antiguos federales. Rápidamente la rebelión se extendió a las vecinas provincias de San Juan, San Luis y La Rioja. En la segunda asumió el mando el general Juan Saá y en La Rioja el coronel Felipe Varela, ambos recientemente regresados desde su exilio en Chile.
Hubo también rebeliones en Córdoba y Catamarca, por lo que el gobierno de Mitre reaccionó alarmado y el propio presidente regresó desde el Paraguay para enfrentar la revolución. No obstante, la superioridad táctica de los jefes nacionales y –sobre todo– la superioridad en armamento de sus tropas le dieron dos victorias decisivas en San Ignacio y Pozo de Vargas, ambas en el mes de abril de 1867. Varela se mantuvo en la lucha durante un año más, pero nunca volvió a tener posibilidad alguna de triunfar, ni siquiera a nivel provincial.
Durante algunos años más se produjeron alzamientos federales en el oeste del país, en particular en La Rioja, pero no alcanzaron relevancia nacional.

### Rebelión de López Jordán

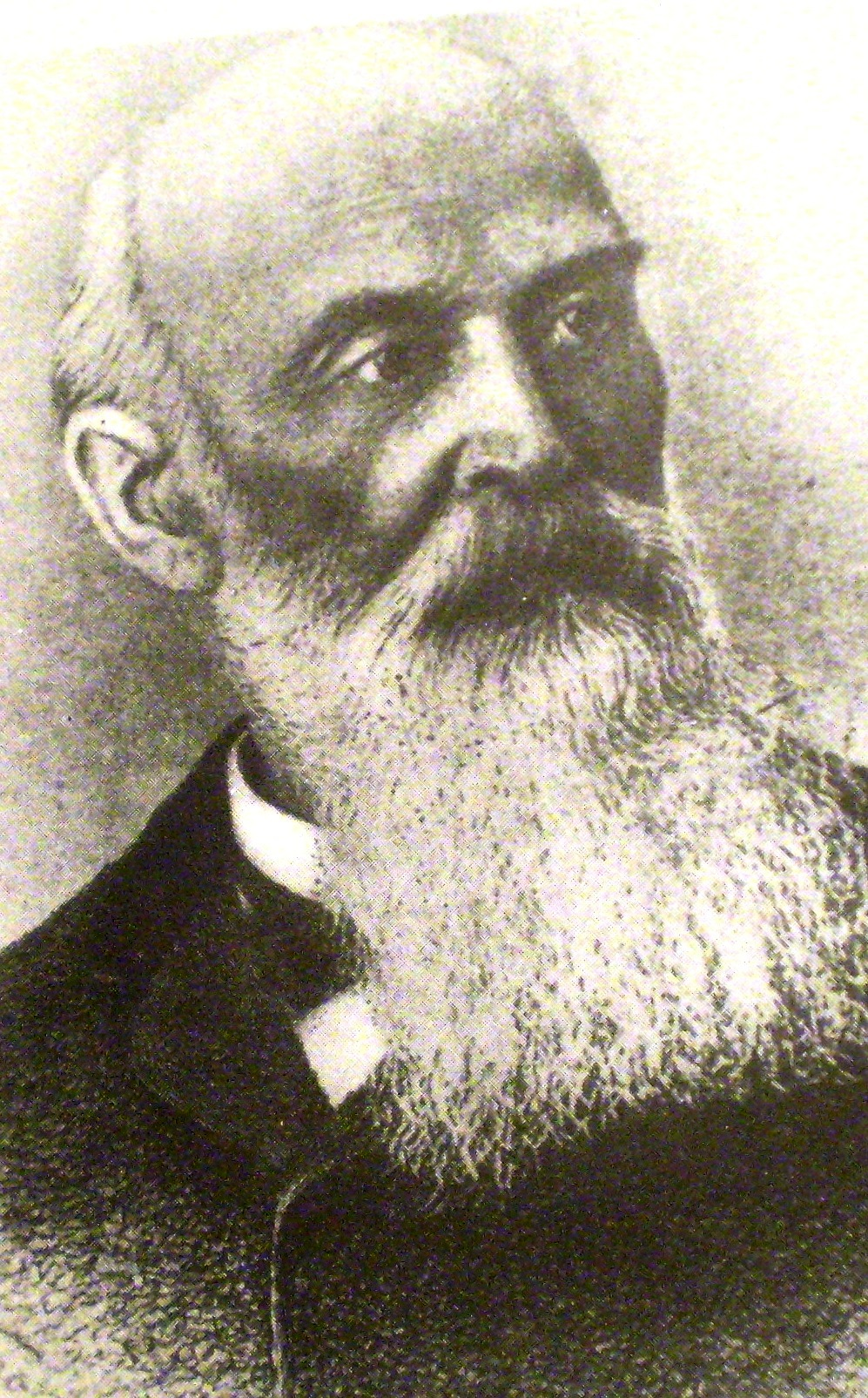
Ricardo López Jordán, último caudillo federal.

En mayo de 1868, el gobernador federal de Corrientes, Evaristo López, fue derrocado por una revolución unitaria, que contó con la simpatía del gobierno nacional. En defensa de López, el general Nicanor Cáceres se alzó en armas en el sur de la provincia. Pero tras algunos triunfos de Cáceres, Mitre decidió enviar en ayuda de los liberales a varias unidades del ejército en operaciones en Paraguay, con lo que asignaba el título de gobierno legal uno surgido de una revolución. Cáceres fue obligado a retirarse a Entre Ríos.
En Entre Ríos, el general Urquiza sostuvo su alianza con el gobierno nacional a lo largo de toda la década de 1870, y aportó tropas reclutadas a la fuerza a la impopular guerra del Paraguay. El 11 de abril de 1870, poco después del final de la guerra del Paraguay, el general Ricardo López Jordán se lanzó a una revolución contra Urquiza, de la que resultó la muerte del expresidente y la elección del jefe revolucionario como gobernador. El presidente Domingo Faustino Sarmiento reaccionó enérgicamente y declaró la guerra al caudillo federal. A continuación, gran cantidad de tropas veteranas del Paraguay invadieron Entre Ríos, ocupando rápidamente las ciudades y las zonas aledañas.
López Jordán contaba con más de 10 000 soldados, pero no podía enfrentar al superior armamento del Ejército nacional. Se refugió en el interior de la provincia, valido de la superioridad de sus caballos, pero con el paso del tiempo se vio obligado a aceptar combates francos con los nacionales. Fue vencido en octubre en la Batalla de Santa Rosa, perdiendo progresivamente el control de la provincia. Por ello abrió un nuevo frente, invadiendo Corrientes, donde contaba con la simpatía de los federales expulsados tres años antes, pero el 26 de enero de 1871 fue completamente derrotado por el gobernador correntino Santiago Baibiene en la Batalla de Ñaembé. A fines de febrero, López Jordán huía al Brasil.
El desplazamiento sistemático de los federales causó el regreso de López Jordán, que se produjo en mayo de 1873. En poco más de una semana contaba con un ejército de casi 16 000 hombres, que incluía gran cantidad de infantería y artillería. El ministro de Guerra, coronel Martín de Gainza, fue nombrado jefe de las fuerzas de intervención, organizadas en tres divisiones al mando del general Julio de Vedia y de los coroneles Luis María Campos y Juan Ayala. Durante seis meses la provincia volvió a estar dividida entre federales, que controlaban el interior, y nacionales, que controlaban las costas de los ríos. Las fuerzas nacionales –en especial las mandadas por Ayala– cometieron toda clase de abusos contra la población, y los prisioneros fueron muchas veces ejecutados. El 9 de diciembre, López Jordán fue vencido en la Batalla de Don Gonzalo por los generales Gainza y Vedia. El día de Navidad, López Jordán cruzaba nuevamente el río Uruguay hacia el exilio.
En 1876, López Jordán volvería a intentar insurreccionar la provincia, pero no lograría reunir más de ochocientos hombres y cayó prisionero a los pocos días. El Partido Federal estaba definitivamente vencido en toda la Argentina.

### Luchas entre liberales y autonomistas
Tras el final de las luchas contra los caudillos federales, el partido de Mitre se lanzó repetidamente a la lucha para intentar desplazar a los presidentes Sarmiento y Avellaneda, acusando a este último de haber llegado a la presidencia por el fraude y de pretender avasallar la autonomía de las provincias. Varias provincias vieron sucederse golpes de cuartel y revoluciones, pero en general no estuvieron involucradas tropas nacionales.
En cambio, al estallar la Revolución de 1874 en el interior de la Provincia de Buenos Aires, fue el Ejército nacional el encargado de aplastarla, lo que consiguió el coronel teniente coronel José Inocencio Arias, venciendo el 26 de noviembre en la Batalla de La Verde al propio expresidente Mitre. Esta vez fue Mitre quien no consiguió vencer –pese a su enorme superioridad numérica– la resistencia de un enemigo mucho mejor armado y parapetado.
Al mismo tiempo se había sublevado el general José Miguel Arredondo en la frontera de San Luis y Córdoba. Avanzó hasta la ciudad de Córdoba y desde allí retrocedió hacia el sudoeste, ocupando a fines de octubre la ciudad de Mendoza. La razón por la que Arredondo no intentó unirse a Mitre en Buenos Aires era la división del Ejército de Línea organizada por el coronel Julio Argentino Roca, que se interpuso entre ambos ejércitos y luego persiguió a Arredondo hasta Mendoza, donde lo derrotó en la Batalla de Santa Rosa el 7 de diciembre. También hubo una sublevación mitrista en Corrientes, pero fue derrotada sin lucha por fuerzas nacionales llegadas desde el Chaco al mando de Manuel Obligado.
El más firme apoyo del mitrismo en el interior era el general Antonino Taboada, cuya familia gobernaba la provincia de Santiago del Estero desde 1851. Si bien no participó en la revolución del 74, el presidente Avellaneda decidió no correr riesgos y apoyó una revolución en su contra. Para ello envió dos batallones nacionales de línea, lo que decidió a los opositores a derrocar violentamente a los Taboada en marzo de 1875. Las tropas nacionales participaron en el saqueo de los bienes de la familia gobernante y sus aliados, y también en la represión de los últimos grupos de montoneros que actuaban en su favor.
Durante los años siguientes, hubo revoluciones en Corrientes y Santa Fe, pero el Ejército nacional no tuvo participación en ellas.

### La Revolución de 1880
La última de las guerras civiles argentinas fue la Revolución de 1880 en Buenos Aires. En ella se enfrentaron la poderosa Guardia Civil de la Provincia de Buenos Aires y el Ejército Argentino. El presidente Avellaneda atacó la ciudad antes de que los porteños reunieran el poderoso ejército que habían organizado a lo largo de un año, pero fracasó en impedir la entrada en la ciudad capital de las tropas venidas desde el interior de la provincia. Esto obligó a choques de grandes magnitudes, en las batallas de Puente Alsina, Barracas y los Corrales, de los días 20 a 23 de junio. Más de 10 000 porteños resistieron eficazmente el avance del Ejército, pero en definitiva terminaron por admitir su imposibilidad de resistir nuevos ataques; vencido en el campo de batalla, el Ejército Argentino había demostrado que no había sido derrotado en forma definitiva y había perdido muchos menos efectivos en la lucha. Como resultado de esta guerra se produjo la Federalización de Buenos Aires, ciudad que fue separada de la provincia del mismo nombre.
Una última revuelta mitrista, ocurrida en la Provincia de Corrientes, fue vencida por la simple superioridad numérica, de armamento, movilidad y táctica por el coronel Rufino Ortega al frente de una división del Ejército nacional.

## Conquista del desierto
Durante la presidencia de Sarmiento la frontera se mantuvo estable y los malones disminuyeron significativamente. Las comandancias de frontera se organizaron y fueron provistas de armamento moderno y en gran cantidad, coincidiendo con la disminución del esfuerzo bélico argentino en el Paraguay.
En 1870 Calfucurá firmó un convenio con el comandante de la frontera sur, coronel Francisco de Elías, pero pocos meses después este atacó a los tehuelches Manuel Grande, Gervasio Chipitruz y Calfuquir. Indignado, Calfucurá atacó los pueblos de General Alvear, Veinticinco de Mayo (Buenos Aires) y Nueve de Julio (Buenos Aires) el 5 de marzo de 1872, al frente de un ejército de 6000 combatientes. Resultaron muertos 300 criollos y robadas 200 000 cabezas de ganado.
El 8 de marzo de 1872, el comandante general de la frontera, general Ignacio Rivas –respondiendo a un malón masivo en el centro de la Provincia de Buenos Aires– logró derrotar completamente a Calfucurá en la Batalla de San Carlos de Bolívar al frente de 1000 soldados y 800 indios aliados, entre ellos Ignacio Coliqueo. A partir de allí el poderío de los salineros decayó rápidamente.

### Campaña de Alsina

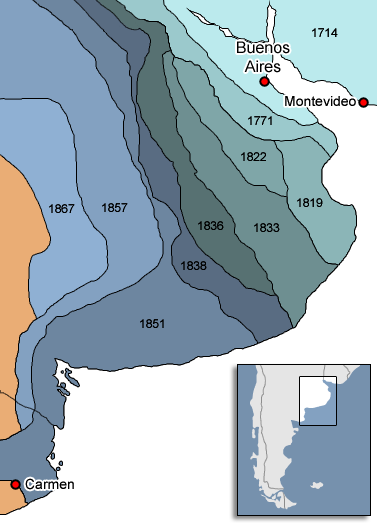
frontera hasta la zanja de Alsina.

En 1875, Adolfo Alsina, ministro de Guerra bajo la presidencia de Avellaneda, presentó al gobierno un plan que más tarde describió como «el plan del Poder ejecutivo es contra el desierto para poblarlo y no contra los indios para destruirlos». El plan consistía, en una primera etapa, en un avance hacia el oeste, seguido de la construcción de una línea defensiva, la llamada Zanja de Alsina, de 374 km, de 3,50 metros de ancho por 2,60 de profundidad. Debería estar protegida por una línea de fortines y fuertes más desarrollados que los hasta entonces existentes. Un valor adicional sería la ocupación de las lagunas del oeste de la actual provincia de Buenos Aires, que servían de reservorios de ganados y caballos para los indígenas, lo que los dejaría muy debilitados.
En 1876 se inició el avance, pocos días después de que los indígenas de Juan José Catriel y Manuel Namuncurá hubieran lanzado el ataque más vasto que se hubiese visto hasta entonces sobre Tres Arroyos, Tandil, Azul y otros pueblos. Pese a la destrucción, Alsina ordenó la partida de la expedición en cinco columnas con 3900 soldados de línea, dirigidas por los coroneles Leopoldo Nelson, Conrado Villegas, Marcelino Freyre, Nicolás Levalle y Salvador Maldonado. Fueron construidos 109 fortines y los fuertes de Italó, Trenque Lauquen, Guaminí, Carhué y Puan. En los siguientes meses, varios caciques se rindieron al gobierno.
Durante las fases finales de la campaña falleció el ministro Alsina, cuya campaña resultó enormemente beneficiosa, pese a lo cual fue muy criticado, ya que la opinión pública era consciente de que las superioridad numérica y de armamento del Ejército Argentino era ya suficiente para aplastar definitivamente la resistencia de los indígenas.

### Campaña de Roca

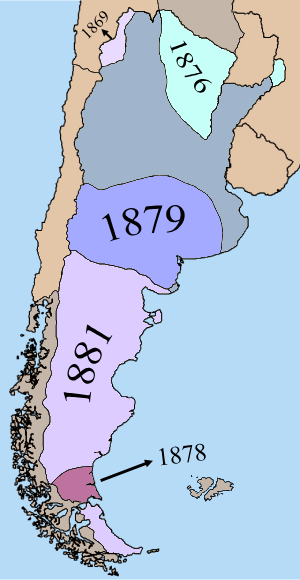
En gris, territorio de la Argentina antes de la presidencia de Julio Argentino Roca.

El nuevo ministro de Guerra, Julio Argentino Roca, obtuvo autorización para lanzar la definitiva conquista del «Desierto» por medio de la ley N.º 947, del 4 de octubre de 1878, que se fijaba el mismo límite de la ley de 1867, los ríos Negro y Neuquén.
Previo al avance masivo fueron lanzadas una serie de ofensivas hacia el territorio indígena, que permitieron tomar numerosos prisioneros, entre ellos los caciques Catriel, Epumer y Pincén. Las tribus, ya debilitadas por la campaña de Alsina, quedaron prácticamente destruidas: 4341 indígenas fueron capturados o muertos. La superioridad técnica del Ejército Argentino resultó concluyente, especialmente por la utilización del fusil Rémington y el telégrafo.
De modo que, cuando en el mes de abril de 1879 partió la campaña de 6000 soldados en cinco divisiones, las tribus no opusieron resistencia alguna y se entregaron o huyeron hacia la actual Provincia del Neuquén. De acuerdo con la Memoria del Departamento de Guerra y Marina de 1879, fueron tomados prisioneros cinco caciques principales, 1271 indígenas de lanza y 10 513 indios de chusma. Muertos resultaron un cacique principal y 1313 indios de lanza, más un número indeterminado de indios de chusma.

### Campañas finales
Pese a que la orden era llegar hasta el Neuquén, los coroneles Napoleón Uriburu y Ortega decidieron tomar posesión de la margen derecha de ese río, avanzando una centena de kilómetros, con la excusa de la falta de pastos en la margen izquierda y de la presencia de indígenas no sometidos en la cuenca del Agrio.
Una vez electo presidente, Roca decidió lanzar una nueva campaña en la cuenca del río Limay, llegando al lago Nahuel Huapi], en 1881. La formaron 1700 hombres, y la comandó el general Villegas. Causó 85 indios de lanza muertos y alrededor de 200 prisioneros.
Otra campaña fue dirigida por el mismo Villegas al año siguiente, alcanzando nuevamente el Nahuel Huapi, que fue militarmente ocupado. Poco después se rendía el cacique Manuel Namuncurá, hijo de Calfucurá. En los dos años siguientes fueron lanzadas algunas expediciones más, y el Combate de Apulé fue el último enfrentamiento armado contra mapuches en territorio argentino, en las nacientes del río Senguerr.
El primer día de 1885 se rindió el cacique general Sayhueque, junto a todos sus caciques menores, 700 hombres de lanza y 2500 indios «de chusma». La guerra había terminado.

## Conquista del Chaco
En comparación con la Pampa y la Patagonia, la región chaqueña era considerada menos importante económicamente, ya que su utilidad para la ganadería era muy limitada. Los intentos de colonización durante la época colonial, especialmente exitosos bajo la dirección de los jesuitas, no tuvieron continuación. Los bordes del Chacho fueron ocupados muy marginalmente, especialmente en las costas del río Paraná frente a Corrientes y en el este de Santiago del Estero.
Los enfrentamientos entre la población blanca y los aborígenes chaqueños se incrementaron significativamente a partir de las guerras civiles. El gobernador santafesino Estanislao López dedicó buena parte de sus últimos años a combatir contra los mocovíes. mientras el santiagueño Juan Felipe Ibarra luchaba contra los abipónes. También la provincia de Corrientes debió defenderse de las incursiones de los indígenas chaqueños. Hasta el comienzo de la guerra del Paraguay, no obstante, la lucha contra éstos era un problema puramente provincial.
A partir de 1870, el comandante general de la frontera del Chaco, Manuel Obligado, lanzó sucesivas campañas sobre los territorios en manos indígenas, aunque sin intentar la ocupación efectiva del terreno. Tras la «Conquista del Desierto», Obligado lanzó una gran expedición al interior, seguida por las campañas de Luis Jorge Fontana en 1880, de Juan Solá en 1882, y las tres de Francisco Bosch, nuevamente de Obligado y de Rudecindo Ibazeta, en 1883. Ninguna de ellas contó con más de 350 hombres, y varias no alcanzaron a 100; en total fueron muertos alrededor de 500 indígenas, pero tampoco se instalaron fuertes permanentes.
A fines de 1884, el ministro de Guerra, Benjamín Victorica, dirigió una campaña de tres columnas convergentes hacia el centro del Chaco, que logró la captura de más de 5000 nativos y tuvo al menos siete combates, con cientos de bajas indígenas. Por otro lado, estableció varios fortines y los caminos que los comunicaban. Al año siguiente, una campaña al mando de José Gomensoro causó la muerte de 300 aborígenes y destruyó sus tolderías.
La última gran campaña ocurrió bajo el mando del general Lorenzo Vintter, veterano de la lucha contra los mapuches, que movilizó 1700 hombres durante la década de 1890, barriendo completamente la provincia del Chaco. En 1911, el coronel Enrique Rostagno dirigió una campaña similar para ocupar la Provincia de Formosa.
El último malón se registró en 1919 en Fortín Yunka, Formosa.

## Profesionalización del Ejército Argentino

### El Colegio Militar
El primer paso hacia la profesionalización del Ejército se dio en junio de 1870, cuando un decreto del presidente Sarmiento, siguiendo la Ley 357 del año anterior, creó el Colegio Militar de la Nación. Su primer director fue el húngaro Juan Czetz, y su primer alumno inscripto fue el después jefe de policía Ramón L. Falcón. Su primera sede fue el caserón de Palermo de San Benito, antigua casa del gobernador Rosas, hasta que fue trasladado, a fines de ese siglo, a la localidad de El Palomar. Los egresados del Colegio Militar participarían como oficiales subalternos en la Conquista del Desierto y en la represión de la Revolución del 80, desplazando progresivamente a los militares de las guerras civiles y las campañas al Desierto, e incluso a los veteranos del Paraguay.
Desde la última década del siglo XIX, los militares –técnicamente más preparados que sus antecesores– comenzaron a incursionar en disciplinas ligadas a la ingeniería: muchos de ellos exploraron los confines del país –la Patagonia y la región chaqueña– levantando mapas detallados, estudios de geodesia, prospecciones mineras y construcción de caminos.
A finales del siglo siglo XIX, los conflictos de límites con los países vecinos –especialmente con Chile– forzaron una modernización acelerada del armamento y disciplina del Ejército, ante la inminencia de un probable conflicto armado con ese país. De esos años data la multiplicación de instalaciones militares en zonas fronterizas, especialmente en la Patagonia. Así como la Armada Argentina contribuyó poderosamente a la población de las costas patagónicas, las zonas interiores de la Patagonia deben buena parte de su impulso poblacional a la acción del Ejército.

### Revoluciones radicales

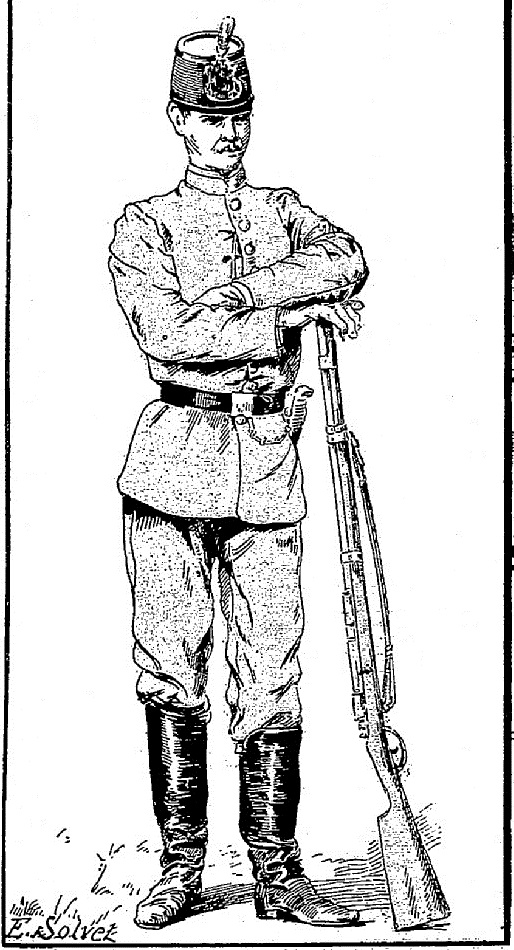
Soldado de infantería (L'Univers illustré, 1890).

En julio de 1890 estalló en Buenos Aires la Revolución del Parque, que respondía a las denuncias de autoritarismo y corrupción del gobierno de Miguel Juárez Celman, con la población convulsionada por una grave crisis económica. La organizó la Unión Cívica, fundada en el mes de abril por Francisco A. Barroetaveña, Leandro N. Alem y Aristóbulo del Valle, a la que había adherido Bartolomé Mitre. El general Manuel J. Campos, amigo de Mitre, fue nombrado comandante de la Revolución, y una Logia formada por oficiales le aportó el apoyo de una gran cantidad de regimientos y batallones de infantería y artillería. Por estar ubicado cerca de la Casa de Gobierno se eligió como centro de reunión de las tropas rebeldes el Parque de Artillería –ubicado en la actual Plaza Lavalle– que daría nombre a la Revolución. En varios puntos de la ciudad se organizaron catones de civiles, pero la clave estaba en el apoyo militar.

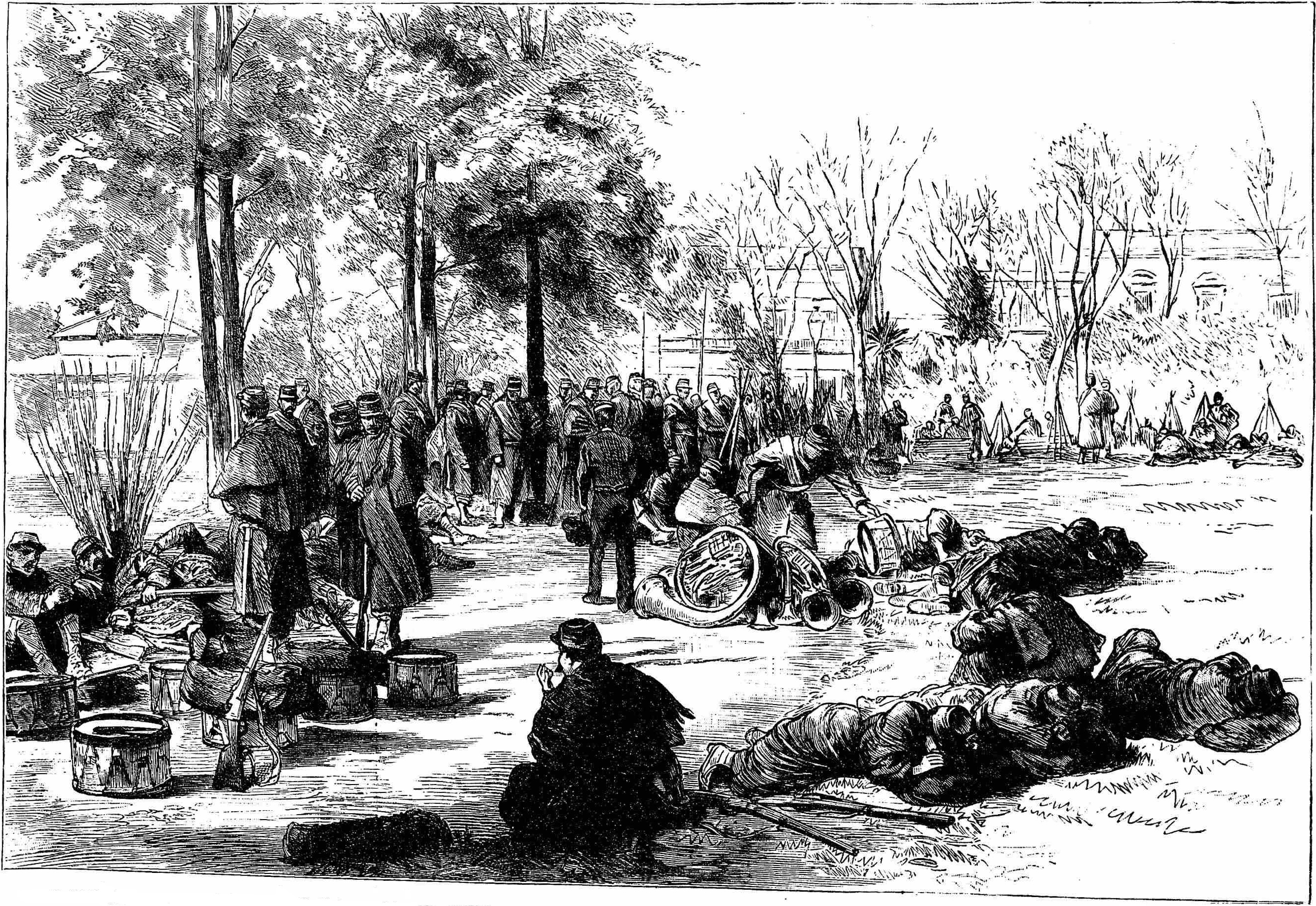
Tropas del gobierno descansan en la Plaza Libertad, a unos trescientos metros de la Plaza Lavalle, luego de su primer encuentro con los insurgentes. (The Graphic, 1890).

La revolución estalló el 26 de julio, con 1300 soldados implicados y más de 2500 civiles armados. Los revolucionarios tomaron la iniciativa, pero el general Campos ordenó que quedaran dentro del cuartel, adoptando una posición defensiva. Todo indica que Campos se había confabulado con Roca para hacer fracasar la revolución. Eso permitió al general Nicolás Levalle, ministro de Guerra, reunir las tropas leales y atacar repetidamente en los días siguientes. Pese a que su primer ataque fue rechazado, esos ataques debilitaron las posiciones rebeldes y el día 29 los revolucionarios capitularon. La revolución había costado entre 150 y 300 muertos, y varios miles de heridos. Su consecuencia fue la renuncia de Juárez Celman y la institucionalización de la Unión Cívica Radical como principal partido opositor, aunque el gobierno siguió en manos del Partido Autonomista Nacional.
Una nueva revolución, mucho mejor organizada, estalló en 1893, dirigida por Del Valle e Hipólito Yrigoyen. Tuvo ramificaciones en gran número de ciudades: en dos revueltas sucesivas, las divisiones revolucionarias del Ejército tomaron el gobierno en San Luis, Santa Fe, Temperley, La Plata, Corrientes, Rosario y Tucumán. El propio Alem fue proclamado presidente en Rosario, pero el primer día de octubre la revolución estaba vencida.
La tercera y última revolución radical, la de 1905, fue dirigida personalmente Yrigoyen –Alem y Del Valle habían muerto– en las ciudades de Buenos Aires, Bahía Blanca, Mendoza, Córdoba y Santa Fe, además de los cuarteles de Campo de Mayo. Había sido cuidadosamente organizada, y fueron implicados muchos oficiales, pero fue aplastada con gran facilidad por el gobierno. La represión que siguió alcanzó a numerosos grupos obreros y socialistas, aunque no habían tenido relación con el alzamiento. También hubo una persecución rigurosa de los militares implicados, que fueron separados del Ejército y condenados a severas penas de prisión.
No obstante, a partir de la segunda década del siglo XX d. C., buena parte de los oficiales del Ejército pertenecía a una generación de hijos de inmigrantes que adhirió masivamente al radicalismo, y ellos mismos lo apoyaron.
Pasarían muchos años antes de que volviera a estallar una revolución que dividiera a los militares entre leales y revolucionarios; el fracaso de estas tres revoluciones cohesionó la unidad interna del Ejército.

### Ricchieri y el servicio militar
En septiembre de 1900, el presidente Julio Argentino Roca nombró Ministro de Guerra al coronel Pablo Ricchieri, reemplazando en el cargo al general Luis María Campos. El reemplazo de este oficial formado esencialmente en los campos de batalla por el profesional Ricchieri marcó el punto de partida para la organización profesional del Ejército Argentino, que duraría hasta pasada la mitad del siglo XX d. C..
La profesionalización del Ejército se basó en la modernización del armamento, del Colegio Militar de la Nación, de la Escuela Superior de Guerra y de la Escuela de Suboficiales. Además, se adquirieron la mayor parte de las bases militares del Ejército, más alejadas del centro de las ciudades que las anteriores; el objetivo era evitar que un ejército con los cuarteles dentro de la ciudad fuera instrumento para revoluciones militares. Entre los terrenos adquiridos por Ricchieri se cuentan Campo de Mayo, al norte de Buenos Aires, adquirido por ley del 6 de agosto de 1901; Campo General Belgrano, en Salta; Campo General Paz, en Córdoba; Campo Los Andes, en Mendoza; y Paracao, en Entre Ríos.
Organizó el ejército, dividiéndolo en siete regiones militares, con organizaciones internas propias. Reorganizó también el Ministerio de Guerra. Refundó el Regimiento de Granaderos a Caballo que había creado el general San Martín, para funcionar como escolta del presidente de la Nación.
Definió claramente la misión de las Fuerzas Armadas del país, afirmando que su única función era defensiva, y de ninguna manera debían ser utilizadas para mezclarlas en contiendas políticas. De todos modos, también introdujo la idea de que parte de su misión era el «mantenimiento del orden y el respeto a la ley», línea argumentativa que sería utilizada para justificar los sucesivos golpes de estado a que se vería sometido el país durante medio siglo.
Pero, sobre todo, en la organización del servicio militar obligatorio, que fue establecida originalmente a través de la «Ley Ricchieri», que fue aprobada por el Congreso en diciembre de 1901, tras un duro debate que duró seis meses. Lleva el número 4301 entre las leyes argentinas.
En la práctica, el servicio militar ya había sido instaurado en el año 1896, en que el ministro Guillermo Villanueva había movilizado –por decreto– más de 25 000 conscriptos en las capitales de provincias, excepto los de la Capital Federal y la Provincia de Buenos Aires, que recibieron su instrucción en la Sierra de Cura Malal, en el sudoeste de la provincia de Buenos Aires.
El servicio militar obligatorio prestó otros útiles servicios al desarrollo de la todavía joven Nación, al difundir la idea de ciudadanía y de igualdad ante la ley. Por otro lado, las listas y libretas de enrolamiento fueron rápidamente utilizadas como documentos de identidad, tanto para identificación de las personas, como para la confección de padrones electorales. De esta manera, fue un paso previo a la futura sanción de la Ley Sáenz Peña en el camino a la pureza del sufragio y la representatividad de los gobiernos surgidos de los mismos. Por otro lado, en los cuarteles se instalaron escuelas para los conscriptos, que colaboraron en la lucha contra el analfabetismo y la integración de los hijos de inmigrantes.

### El primer cuarto delsigloXX
Durante los años que siguieron a las revoluciones radicales, el Ejército alcanzó un alto grado de profesionalismo. Su imagen y su formación militar estuvieron inspiradas en el que se consideraba el mejor ejército de la época: el Ejército Imperial Alemán; el profesionalismo predominante en este permitió mantener al Ejército alejado de las disputas políticas, mientras colaboraba en el desarrollo de la población y las comunicaciones en el país.
El 30 de octubre de 1922 el ministro de guerra, general de división Agustín P. Justo, modificó la denominación de Ejército Nacional (en vigencia desde el siglo XIX) fijando "Ejército Argentino".
Educado en el respeto obsesivo por el orden social jerárquico, el Ejército veía con malos ojos la tendencia populista de los gobiernos de Yrigoyen, especialmente el segundo, iniciado en 1928, que rechazaba las tendencias aristocráticas que habían dominado el gobierno de Alvear.
A partir de la década de 1920, el auge de formas de derecha política ligadas al totalitarismo generaron la aparición de grupos con simpatías con el fascismo y el corporativismo en el Ejército. Un grupo de inspiración derechista, pero con ideales elitistas, dirigido por el general Agustín Pedro Justo se desarrolló también en esta década, nucleándose en la Logia General San Martín.
Si bien ambas corrientes no participaban de un sustrato ideológico común, las dos llevaban en su seno el desarrollo del militarismo, dejándose de lado el largo período en que el Ejército se consideró alejado de las disputas políticas. Por otro lado, dirigentes e intelectuales destacados viraron paulatinamente hacia el apoyo al militarismo, como es el caso de Leopoldo Lugones, con su insistencia en que había llegado «La Hora de la Espada» en América Latina.
A fines de la década, con la victoria de Yrigoyen contra los sectores liberales dentro del radicalismo, los partidos conservadores perdieron definitivamente la esperanza de recuperar el poder por medio de las elecciones. La crisis económica global que comenzó en el año 1929 daría finalmente la oportunidad a los militares de regresar a la acción política.

### Petróleo y acero, Mosconi y Savio
El general Enrique Mosconi ejerció como director de la División Aeronáutica del Ejército entre 1920 y 1922. Durante esos años tomó conciencia de la dependencia extrema en que estaba la defensa del país respecto a la provisión de combustibles, que dependía enteramente de compañías extranjeras, que cortaban el suministro con cualquier excusa y hasta para presionar por la política económica. Dedicó muchos esfuerzos a convencer a sus superiores de la necesidad imperiosa del autoabastecimiento de combustibles fósiles, al menos en el plano militar.
El presidente Hipólito Yrigoyen nombró a Mosconi presidente de la recientemente fundada empresa estatal Yacimientos Petrolíferos Fiscales, y durante los 8 años siguientes dedicó gran esfuerzo a la exploración y puesta en explotación de yacimientos. A medida que pasaban los años, Mosconi se fue convenciendo de la necesidad de un monopolio integrado de explotación de petróleo.
Años más tarde, a fines de la Década Infame, el general Manuel Savio fue nombrado director de la Dirección General de Fabricaciones Militares, con la que se buscaba el aprovisionamiento militar sin depender de la importación de armamento y municiones. Bajo su dirección, Fabricaciones Militares alcanzó un enorme crecimiento y diversificación. Su aporte más significativo fue el comienzo de la extracción de hierro por la empresa estatal Altos Hornos Zapla, que posteriormente, ya durante la presidencia de Juan Domingo Perón, se comenzó a industrializar como acero en la empresa Somisa.
Fabricaciones Militares también desarrolló los comienzos de la industria química, con plantas en Río Tercero y Tucumán, y produciendo azufre para uso industrial en Mina La Casualidad, en la Puna.
De ese modo se inició la industria pesada en la Argentina, impulsada por el Ejército.

## Los golpes de Estado

### El golpe del 30 y la Década Infame
La crisis económica mundial desatada en 1929 golpeó a la Argentina con especial énfasis por su carácter de exportador de materias primas de una población europea repentinamente empobrecida. Una facción del Ejército, comandada por el general José Félix Uriburu dirigió el golpe de Estado del 6 de septiembre de 1930, iniciando la primera dictadura militar del país en la era moderna. El presidente Yrigoyen no logró coordinar la acción defensiva contra el golpe, y nunca dio la orden –esperada por una gran parte de los militares, que permanecían leales– de reprimir la revolución. En esas condiciones, una alianza de grupos totalitarios y conservadores logró hacerse con el gobierno, derrocar al presidente constitucional, cerrar el Congreso e iniciar la llamada Década Infame.
Cuando estalla la Revolución de 1930 al mando del general de división José Félix Uriburu, el Colegio Militar estaba en San Martín (provincia de Buenos Aires). La proclama de Uriburu el 6 de septiembre de 1930, su director, coronel Francisco Reynolds, se manifiesta a favor del golpe de Estado. Uriburu entonces se traslada al Colegio Militar, donde se pone al frente de la columna revolucionaria. El cuerpo de cadetes con el acompañamiento de escasas tropas de ejército emprende la marcha a la Casa de Gobierno bajo su mando. En el dicho cuerpo de cadetes revistan no pocos oficiales que posteriormente tienen preponderancia en la historia política.
Durante el año siguiente, Uriburu intentaría dirigir el Estado y el Ejército en una dirección totalitaria de tinte corporativista. Forzado por los sectores liberales, convocó a elecciones en la Provincia de Buenos Aires, en las cuales el supuestamente desacreditado radicalismo resultó vencedor. Aunque las elecciones fueron anuladas y el radicalismo proscripto, el proyecto corporativista quedó condenado al fracaso; los partidos conservadores se apoyaron en el grupo más conservador del Ejército y llevaron a su jefe, el general Justo, a la presidencia de la Nación. El gobierno logró sostenerse aprovechando primeramente la abstención radical y –cuando ésta fue levantada– llevó adelante un sistemático uso del fraude electoral.
El Ejército osciló entre las preferencias probritánicas del general Justo y la herencia de la tradición germánica a lo largo de todo su período. Bajo su control, se aplicarían políticas conservadoras y extranjerizantes, como el Pacto Roca-Runciman, el monopolio de los transportes y la creación del Banco Central. Por contrapartida, la visión geopolítica de los militares permitirá la generación de algunos adelantos, como las Rutas Nacionales y la Creación de la Flota Mercante nacional.
Al estallar la Segunda Guerra Mundial, el gobierno de Roberto Marcelino Ortiz proclamó su neutralidad en el conflicto. La presión de los Estados Unidos y el Reino Unido llevará a la permanente discusión sobre la conveniencia o no de participar en la Guerra. El Grupo de Oficiales Unidos alertó sobre la inconveniencia de tal participación y reclamó la apertura política y el fin de la política del «Fraude Patriótico».
El presidente Ramón Castillo –partidario de la neutralidad– logró conservar esa política. Pero la elección de Robustiano Patrón Costas como candidato oficial a la presidencia, a mediados de 1943, dejó en claro que no habría cambio alguno en la práctica del fraude y que, en cambio, peligraba la neutralidad.
Con apoyo de sectores que propugnaban la apertura democrática, algunos sectores del radicalismo, de grupos partidarios del Eje y otros descontentos, el 4 de junio de 1943 estalló el segundo golpe de Estado en la Argentina: lo organizaron los oficiales del GOU, aunque accidentalmente tomó el mando del mismo el general Arturo Rawson, un conservador liberal. Su rápido desplazamiento –a días de asumido el mando– reemplazado por el general Pedro Pablo Ramírez, de trayectoria contraria al liberalismo, dejó en claro que la tendencia no sería hacia la restauración de la “República Oligárquica” ni de la hegemonía radical. Por de pronto, la posible participación argentina en la Guerra fue desechada por completo.

## El autoritarismo desde 1955 hasta 1973

### Revolución de 1955
Tras el golpe de Estado cívico-militar de 1955 que derrocó al presidente constitucional Juan Domingo Perón, comienza una etapa de dictaduras militares y gobiernos civiles bajo control militar que, con excepción del breve interregno del gobierno peronista de 1973-1976, se extenderá durante un cuarto de siglo hasta diciembre de 1983, llegando a la aplicación sistemática del terrorismo de Estado.
Tras el interludio del teniente general Eduardo Lonardi, asumió el gobierno militar el teniente general Pedro Eugenio Aramburu, con apoyo de la Marina. La etapa del Ejército con la Revolución Libertadora estuvo perturbada por la indisciplina y el resquebrajamiento de la cadena de mando. La reincorporación de oficiales antiperonistas había conducido a ello, lo cual terminó estallando en 1962 y 1963, con el cruento enfrentamiento de los "Azules y Colorados".
En 1956, en un contexto de resistencia y represión, el gobierno no dudó en sojuzgar el alzamiento del general de división Juan José Valle, fusilando a este y a 30 civiles y militares.

#### Doctrina francesa
En 1957, con asesores franceses, se introduce en el Ejército argentino la doctrina de la guerra contra-revolucionaria, utilizando métodos ilegales como las ejecuciones extrajudiciales, la tortura, las desapariciones y los servicios secretos. La misión del Ejército es reorientada, postergando la defensa territorial, para combatir movimientos populistas, sindicales y revolucionarios, de ideología comunista, peronista o de "izquierda" genérica. Se transforma un ejército de movilización en un ejército listo para el combate contra la población interior, desde los cuarteles y los servicios secretos.
El terror de la doctrina francesa fue la experiencia de los militares de la OAS y el Ejército Francés que pelearon en Indochina y Argelia contra el Viet Minh y el FLN. Así, en 1957 se instaló en la Escuela Superior de Guerra la misión militar francesa, comenzando los asesores enseñar a los oficiales argentinos.
La doctrina francesa fue instrumentada por vez primera con el Plan CONINTES (conmoción interna del Estado), en vigencia desde el 13 de marzo de 1960 hasta el 1 de agosto de 1961, con aval del presidente radical Arturo Frondizi. El poder ejecutivo ordenó reprimir al movimiento obrero combativo y los "comandos" de la resistencia peronista, en creciente actividad desde 1959. Así, el operativo de represión militar incluyó la detención masiva de políticos, trabajadores y sindicalistas peronistas. Se implementó la creación de zonas de defensa, subzonas y áreas, con la subordinación de las Fuerzas de Seguridad y Policiales.
En diciembre de 1960 la superioridad resolvió una reorganización. Quedaron eliminados los tres ejércitos, creando en su lugar cinco cuerpos de ejército. El I Cuerpo, II Cuerpo, III Cuerpo, IV Cuerpo y V Cuerpo constituyeron un sistema de regiones militares enfocado en la guerra interna, posponiendo (aunque sin dejar de lado) las hipótesis de guerra con Brasil y Chile.

#### Otros cambios
Bajo el gobierno de Frondizi el arsenal alcanzó una innovación con el fusil FAL 7,62 mm, sustituyendo al fusil Mauser modelo 1909.
El 17 de noviembre de 1958 se resolvió recrear la Aviación de Ejército (Av Ej), una tropa técnica recuperada después del nacimiento de la Fuerza Aérea Argentina. El 17 de noviembre es instituido Día de la Aviación de Ejército. En 1969 llegarían a la Argentina los primeros helicópteros Bell UH-1 "Huey".
Bajo el programa de asistencia militar (PAM) de Estados Unidos comenzaron a llegar los blindados M113. También llegaron cinco tanques M41 Walker Bulldog que dotaron a la Escuela de Caballería hasta 1969.

### Golpe de 1962
En 1962 y 1963, luego del derrocamiento del presidente Arturo Frondizi (UCRI), se enfrentaron dos facciones de las Fuerzas Armadas en una virtual guerra civil: los Azules –mayoritarios en el Ejército y con apoyo de la Fuerza Aérea–, que abogaban por permitir una participación limitada del peronismo en la política; y los Colorados –una minoría importante en el Ejército, con apoyo principalmente de la Armada–, que clamaban la necesidad de eliminar al peronismo. Finalmente triunfó la facción azul, perdiendo la Armada influencia política.

### "Azules y Colorados"
Los enfrentamientos armados de 1962 y 1963 causaron 24 muertos y 87 heridos, más un número indeterminado de civiles asesinados. Resultó victorioso el bando Azul, liderado por el general de brigada Juan Carlos Onganía, quien fue designado entonces comandante en jefe del Ejército por el presidente José María Guido.
En 1962 el sector "azul" introdujo la doctrina de la seguridad nacional de Estados Unidos, desplazando la doctrina francesa, en consonancia con la tendencia del momento en toda América Latina. En el contexto de la Guerra Fría, la doctrina estadounidense imponía la lucha contra el "comunismo internacional" que operaba con la guerra de guerrillas (que tenían como paradigma a la Revolución cubana). Así, la doctrina estadounidense enfocaba en el ambiente rural (naturalmente por la experiencia de la guerra de Vietnam). La doctrina francesa, en cambio, enfocaba en el recinto urbano.
En 1963 el teniente general Onganía impulsó una profunda reestructuración, apuntando a un mayor profesionalismo y disciplina, y resolviendo los problemas puestos de manifiesto en el enfrentamiento pasado. Fue sustituido el viejo esquema orgánico de ejércitos, divisiones y regimientos por uno de cuerpos de ejército, brigadas y batallones. Así, la superioridad creó diez brigadas (ocho de infantería y dos de caballería), que dependían de los cuerpos de ejército.
El gobierno gestionó en Estados Unidos la ayuda económica militar del Programa de Asistencia Militar (PAM), creado en 1952 para proporcionar armamento y equipo a los países comprometidos en la lucha contra el comunismo. Firmado en 1964, comenzó la compra de armamento y la instrucción de oficiales en institutos de Estados Unidos.

### Golpe de 1966
El 28 de junio de 1966 el golpe de Estado termina con el corto mandato de Arturo Illia (UCRP) y el Ejército encumbra al general de división Juan Carlos Onganía (bando "Azul"), iniciando una dictadura que abolió el régimen democrático y los partidos políticos de manera permanente, bajo los lineamientos de la doctrina de la seguridad nacional de Estados Unidos.
La militarización de Argentina impulsó el estallido de decenas de puebladas insurreccionales (cordobazos, rosariazos, tucumanazos, etc.), y el surgimiento de organizaciones guerrilleras (Montoneros, ERP, FAR, FAP), que causaron la caída del general Onganía y obligaron a la dictadura militar a convocar a elecciones libres bajo el sistema democrático constitucional, con el triunfo arrollador del teniente general Perón el 23 de septiembre de 1973.
Dado que Estados Unidos solo proporcionaba equipo para la lucha antiguerrillera, en 1967 el Ejército comenzó el Plan Europa, a cargo del jefe de Logística del Estado Mayor General del Ejército, general de brigada Eduardo Uriburu. Fue modernizado el arsenal argentino con la compra de tanques ligeros AMX-13 en Francia y de cañones Oto Melara de 105 mm en Italia. Además, fue adquirido material rodado Unimog ½ t en Alemania y blindados anfibios Mowag en Suiza.
En el año 1963 el Ejército Argentino incorporó la especialidad de comandos. Al año siguiente el teniente coronel Leandro Narvaja Luque impartió el primer curso, con el asesoramiento del mayor estadounidense William Cole, veterano de la guerra de Corea.

## El tercer peronismo y el "Proceso"

### Regreso de Perón
El teniente general Jorge Raúl Carcagno, impulsó una política de subordinación al gobierno constituido, con el Operativo Dorrego, un operativo de ayuda civil entre el Ejército y la organización guerrillera Montoneros, con apoyo de los coroneles Juan Jaime Cesio y Carlos Dalla Tea. Además, dispuso la suspensión de ejercicios antiguerrilleros y el retiro de las misiones militares de Estados Unidos y Francia. En septiembre de 1973 alcanzó la Presidencia por tercera vez Juan D. Perón, quien por ley del Congreso del 30 de julio de 1973 recuperó el grado militar.
Una medida simbólica de Perón modificó la denominación del cargo de comandante en jefe por comandante general, reservando el comando en jefe al Presidente como impone la Constitución, y procurando la subordinación del Ejército al gobierno constituido, dada la inexistencia de una Secretaría de la fuerza.
No detuvieron su accionar las organizaciones guerrilleras, en particular el ERP, que atacó al Comando de Sanidad el 6 de septiembre de 1973, y el grave ataque a la guarnición de Azul (con la muerte de su jefe y subjefe) el 20 de enero de 1974. El frente rural del ERP se instaló en los montes tucumanos hacia 1974. El fracaso de la Policía Federal en Tucumán y los ataques simultáneos en la fábrica militar de Villa María y el regimiento paracaidista de Catamarca en agosto impulsaron al sector "duro" exigir la intervención.
Así, en febrero de 1975 la presidenta María Estela Martínez de Perón ordenó la represión militar, titulada Operativo Independencia, al mando del general de brigada Acdel Vilas (un militar con simpatías en la derecha peronista), lo que permitió la puesta en marcha de la doctrina francesa, aprendida en años anteriores.
El 14 de febrero ocurrió el primer combate en el Río Pueblo Viejo, al que siguieron Manchalá (27 de mayo) y Potrero Negro (5 de septiembre) y el feroz combate en Acheral (10 de octubre), que terminó con la derrota casi total del ERP. La columna de Montoneros (que había permanecido al margen) ocupó el Regimiento 29 de Formosa el 5 de octubre.
En 1974 el presidente Perón aprobó el proyecto TAM (tanque argentino mediano), un carro nacional con tecnología alemana, fabricado en versiones tanque, tiradores, comando y artillería. El primer carro fue entregado al RC8 de Magdalena en 1981. Además, los tanques M4 Sherman fueron modificados con cañones 105 mm y motores diésel (llamados Sherman "Repotenciado").

### Golpe de 1976
El 24 de marzo de 1976 los jefes de las Fuerzas Armadas Argentinas mediante un golpe de Estado derrocaron a la presidenta María Estela Martínez de Perón. Asumió una junta de los Comandantes de las tres ramas: el teniente general Jorge Rafael Videla, el almirante Emilio Eduardo Massera y el brigadier general Orlando Ramón Agosti, comandantes generales del Ejército, la Armada y la Fuerza Aérea.
Esta dictadura llevó a cabo terrorismo de Estado mediante secuestros, desapariciones forzadas, torturas y asesinatos de personas que presumían vinculadas a organizaciones guerrilleras o militantes. Gran cantidad de esas personas asesinadas fueron enterradas en fosas comunes o arrojadas al mar desde aviones militares.
La represión, con división del territorio nacional en cinco zonas de defensa, estuvo a cargo de los cuerpos de Ejército y el Comando de Institutos, con responsabilidad en centros clandestinos de detención. Uno de los mayores centros clandestinos de detención del Ejército, llamado "El Campito", estuvo instalado en Campo de Mayo (a cargo del Comando de Institutos Militares), bajo custodia del Destacamento de Inteligencia 201, con una maternidad clandestina en instalaciones del Hospital Militar Campo de Mayo, y la ejecución de "vuelos de la muerte" desde el aeródromo.

## Operativo Soberanía
El Operativo Soberanía fue un despliegue estratégico militar en la frontera con Chile, ordenado por el gobierno militar a finales de 1978, en abierto plan de invasión de Chile, después de rechazar el laudo arbitral de 1977 de Isabel II. La oportuna mediación del cardenal Samoré salvó la paz, no sin graves tensiones. 
La disputa quedó solucionada con el Tratado de Paz y Amistad, firmado por el gobierno democrático en Ciudad del Vaticano (1984).

## Guerra de las Malvinas
En 1982 el gobierno militar recuperó por la fuerza las islas Malvinas, Georgias del Sur y Sandwich del Sur.
El Ejército junto con la Infantería de Marina tuvo participación en la Operación Rosario con tropas del Regimiento de Infantería 25 del teniente coronel Mohamed Alí Seineldín, con el comando superior del general de división Osvaldo Jorge García (V Cuerpo), comandante del Teatro de Operaciones Malvinas.
La superioridad resolvió designar al general de brigada Mario Benjamín Menéndez como gobernador militar. Así fue desplegada la X Brigada de Infantería (general Jofre), organizada como Agrupación Ejército "Puerto Argentino". El 22 de abril por orden del teniente general Galtieri fue desplegada la III Brigada de Infantería (general Parada) en la zona de Darwin Pradera del Ganso y la Gran Malvina como Agrupación Ejército "Litoral". Como refuerzo la superioridad ordenó el egreso de los subtenientes y cabos "en comisión" para completar las unidades y subunidades movilizadas al sur (una buena parte cruzó a las Malvinas).
En cuanto a bajas el Ejército tuvo 16 oficiales, 38 suboficiales y 144 soldados (en total 195 muertos) y un alto número de heridos. La mayoría pertenecían al arma de infantería y con alta proporción en unidades de comandos y la aviación de ejército.

## Después de Malvinas

### Los "carapintadas"
Después del desbande de la dictadura y en el contexto de procesamientos y condenas judiciales contra militares por delitos de lesa humanidad, un grupo de oficiales jefes (mayores y tenientes coroneles) llamados "carapintadas" tomaron cuarteles y guarniciones militares (ahora, sin moverse de ellas) en protesta contra los juicios desconociendo al jefe del Estado Mayor. Así, le arrancaron al gobierno las llamadas "leyes de impunidad".
Hubo de suceder una severa crisis interna derivada de la derrota de Malvinas. Estos oficiales jefes, en su mayoría veteranos de guerra de Malvinas con ascendiente en sus subordinados, estaban en contra de los generales, a quienes responsabilizaban de la derrota, y pusieron de manifiesto su descontento con la política militar.
El primer alzamiento, sucedido en la Escuela de Infantería de Campo de Mayo el 16 de abril de 1987 (llamado "Operación Dignidad"), estuvo comandado por el teniente coronel Aldo Rico, veterano de guerra de Malvinas. Sin derramamiento de sangre, el alzamiento logró el cambio del jefe de Estado Mayor, general de división Héctor Ríos Ereñú, y la sanción de la Ley de Obediencia Debida, poniendo fin a los juicios. Meses más tarde vino el segundo alzamiento, acaecido en el Regimiento de Infantería 4 de Monte Caseros (provincia de Corrientes) el 16 de enero de 1988. Rodeado por tropas leales del jefe de Estado Mayor, teniente general José Dante Caridi, el jefe rebelde depuso su actitud.
El tercer episodio (llamado "Operación Virgen del Valle"), sucedido en el Batallón Logístico 10 de Villa Martelli el 1 de diciembre de 1988, y esta vez comandado por el ultranacionalista coronel Mohamed Alí Seineldín, veterano de guerra de Malvinas. Este alzamiento, llevado a cabo por comandos de Campo de Mayo y albatros de la Prefectura en Zárate, concentró su fuerza en Villa Martelli. Después de negociaciones con el teniente general Caridi y el general de división Isidro Bonifacio Cáceres (que incluyó el reemplazo del jefe del Ejército por el general de división Francisco Gassino a fin de año), el alzamiento hubo de concluir sin enfrentamientos.
El último alzamiento, sucedido en Buenos Aires el 3 de diciembre de 1990 (llamado "Operación Virgen de Luján"), y comandado de nuevo por Seineldín (que estaba confinado en el RCM 4 de San Martín de los Andes por orden del teniente general Martín Félix Bonnet), intentaba imponer cambios de mando, estructura en el Ejército. Ocuparon el RI 1 "Patricios", la fábrica TAMSE, el Batallón de Intendencia 601 de El Palomar, el Edificio "Guardacostas" y el Edificio "Libertador" (este último despacho del jefe del Ejército). El episodio decisivo para el Ejército fue la muerte a manos rebeldes del segundo jefe del RI 1 "Patricios" y el jefe de Operaciones de esa unidad táctica. El gobierno de Carlos Menem reprimió con mano dura y dejó 14 muertos (seis leales, tres rebeldes y cinco civiles) y más de 300 heridos. La represión estuvo a cargo del teniente general Martín Félix Bonnet y el general de división Martín Balza.

### La Tablada
Un capítulo aparte dentro del contexto de estos alzamientos fue el intento de copamiento al cuartel de La Tablada (el veterano RI 3 "General Belgrano" y el Esc Expl C Bl 1, en pleno Gran Buenos Aires) por 47 guerrilleros de la organización marxista MTP (Movimiento "Todos por la Patria"), encabezada por el guerrillero Enrique Gorriarán Merlo, el 23 y 24 de enero de 1989. Simulando ser un grupo "carapintada". El sangriento combate, con la participación de comandos, tiradores blindados, artillería del Ejército y gran cantidad de efectivos de la Policía de la Provincia de Buenos Aires, culminó con la recuperación de las instalaciones y el trágico saldo de 32 atacantes muertos (cuatro de ellos, desaparecidos), nueve militares, dos policías de la Bonaerense y dos civiles.
Entre las bajas del Ejército estaba un mayor (segundo jefe del RI 3), un teniente de la Compañía de Comandos 601, un sargento ayudante, un sargento veterano de guerra de Malvinas, un cabo primero y cuatro soldados (uno de ellos hermano de otro soldado caído en acción en las Malvinas).

## Hacia elsigloXXI
Hubo de ejecutarse una racionalización y consecuente reducción de estructuras. Quedó disuelto el I Cuerpo y IV Cuerpo, y la VII Brigada, y fue ubicada la X Brigada en Santa Rosa (LP). La estructura organizativa asimismo vio una reducción de unidades y guarniciones militares en actividad. En la década de 1990 recibió un proceso de reequipamiento importante junto a las otras Fuerzas.
En 1994 fue suprimido el servicio militar obligatorio (SMO), sustituido por servicio militar voluntario. El reclutamiento obligatorio ante una falta de personal suficiente queda sujeto a sanción de una ley del Congreso.
En esos días y en el contexto de la integración a la democracia, la "autocrítica" del teniente general VGM Martín Balza -discurso pronunciado por televisión el 25 de abril de 1995- fue un mea culpa y el reconocimiento institucional de los delitos de lesa humanidad cometidos por miembros del Ejército en la década de 1970 y la dictadura militar.

### Las operaciones de paz
Las operaciones de paz con mayor participación del Ejército fueron las misiones en Irak y Kuwait entre 1991 y 2003, en la ex Yugoslavia entre 1992 y 1999, en Haití entre 2004 y 2017, y en la actualidad Chipre, donde permanece una misión en actividad desde 1994.

### Cambios en la organización
En 2006 fue creada la Agrupación de Fuerzas de Operaciones Especiales (AFOE), con la Compañía de Comandos 601 y la Compañía de Comandos 602. En 2013 fue creada la Compañía de Comandos 603.
En 2010 la superioridad resolvió crear la Fuerza de Despliegue Rápido (FDR), con comando en la guarnición de Córdoba desde 2019, y formada por la IV Brigada Aerotransportada, la X Brigada Mecanizada y la Agrupación de Fuerzas de Operaciones Especiales. Constituye la "primera respuesta militar" de la Nación, y una organización de carácter conjunto con las otras Fuerzas.
El 28 de diciembre de 2017 fue creado el Comando Conjunto de Fuerzas de Operaciones Especiales (CCFOE), con dependencia del Estado Mayor Conjunto, para coordinar y estandarizar las fuerzas de operaciones especiales con las otras Fuerzas Armadas.

## Jefes del Ejército Argentino
Desde la constitución del Estado Argentino en 1862, el jefe del Ejército fue el ministro de Guerra y Marina, designado por el presidente. Los sucesivos ministros fueron: Juan Andrés Gelly y Obes (1862-?), Wenceslao Paunero (?-1868), Martín de Gainza (1868-1874), Adolfo Alsina, Julio Roca, Carlos Pellegrini, Benjamín Victorica, Nicolás Levalle, Eduardo Racedo, Benjamín Virasoro, Joaquín Viejobueno, Aristóbulo del Valle, Luis María Campos, Eudoro Balsa.
En 1898, Julio Argentino Roca desdobló al ministerio, creando el cargo de ministro de Guerra, separado del de Marina. Los sucesivos ministros fueron: Luis María Campos, Pablo Ricchieri, Enrique Godoy (1904-1906), Rosendo Fraga, Rafael María Aguirre, Eduardo Racedo, Gregorio Vélez (1910-1914), Ángel Allaria (1914-1916), Elpidio González (1916-1922), Agustín Justo (1922-1928), Luis Dellepiane (1928-1930), Francisco Medina (1930-1932), Manuel Rodríguez (1932-1936), Basilio Pertiné (1936-1938), Carlos Márquez (1938-1941), Juan Nerón Tonazzi (1941-1942), Pedro Pablo Ramírez (1942-1943), Edelmiro Farrel (1943-1944), Juan Perón (1944-1945), Eduardo Ávalos (1945), Humberto Sosa Molina (1945-1949). Esta situación cambió en 1949, cuando Perón reformó la ley de ministerios, creando el cargo de Ministro de Ejército, el cual comandaba la fuerza y era independiente del ministro de defensa. El primer ministro de Ejército fue Franklin Lucero, que se mantuvo en su cargo hasta 1955. Luego, el presidente de facto Lonardi nombró en el cargo a Justo Bengoa y Arturo Ossorio Arana, que se mantuvo en el cargo hasta 1957. Ese año, Aramburu nombró a Víctor Majó, que lo acompañó hasta 1958. Frondizi reformó de nuevo los ministerios, eliminó el cargo de ministro de Ejército, por lo que la jefatura del arma, pasó a la órbita del Ministerio de Defensa y se creó el cargo de comandante en jefe del Ejército.
En 1962, el presidente José María Guido designó comandante en jefe a Juan Carlos Onganía, que retuvo ese cargo hasta 1965. En ese año Illia designa jefe a Pascual Pistarini, que se sublevaría contra él en 1966, luego reemplazado por Julio Rodolfo Alsogaray. En 1968, fue nombrado comandante en jefe Alejandro Lanusse, que retendría ese cargo hasta abandonar la presidencia en 1973. El gobierno peronista de ese año designó como jefe militar a Leandro Anaya y en 1975 a Alberto Numa Laplane. Disidencias internas en la fuerza hicieron que Laplane fuera desplazado a poco de asumir y en su lugar, Isabel Perón designó jefe al golpista Jorge Videla, que retuvo el cargo hasta 1978, cuando se retiró del arma. Su aliado Roberto Viola fue nombrado hasta 1981, cuando asumió de facto la Presidencia; sería reemplazado por Leopoldo Galtieri, bajo cuya jefatura se produjo la Guerra de Malvinas. Tras la derrota, en 1982, fue nombrado jefe Cristino Nicolaides. 
En 1983, con la recuperación de la democracia, Raúl Alfonsín asumió la presidencia y nombró jefe del Estado Mayor General a Jorge Arguindegui, en 1984 a Ricardo Pianta, en 1985 a Héctor Ríos Ereñú, en 1987 a José Caridi y en 1988 a Francisco Gassino.

### Militares del Ejército Argentino presidentes de la Nación
Fuente

#### Presidentes democráticos
| Presidente                 | Período                         |
| -------------------------- | ------------------------------- |
| Justo José de Urquiza      | 1854-1860                       |
| Juan Esteban Pedernera     | 1861-1861                       |
| Bartolomé Mitre            | 1861-1862; 1862-1868            |
| Domingo Faustino Sarmiento | 1868-1874                       |
| Julio Argentino Roca       | 1880-1886; 1898-1904            |
| Victorino de la Plaza      | 1914-1916                       |
| Agustín Pedro Justo        | 1932-1938                       |
| Juan Domingo Perón         | 1946-1951; 1951-1955; 1973-1974 |

#### Presidentesde facto
Los dictadores fueron aquellos militares que tomaron el poder por la fuerza de las armas y ocuparon la Presidencia de la Nación.
| Dictador                    | Período   |
| --------------------------- | --------- |
| José Félix Uriburu          | 1930-1932 |
| Pedro Pablo Ramírez         | 1943-1944 |
| Edelmiro Julián Farrell     | 1944-1946 |
| Eduardo Lonardi             | 1955-1955 |
| Pedro Eugenio Aramburu      | 1955-1958 |
| Juan Carlos Onganía         | 1966-1970 |
| Roberto Marcelo Levingston  | 1970-1971 |
| Alejandro Agustín Lanusse   | 1971-1973 |
| Jorge Rafael Videla         | 1976-1981 |
| Roberto Eduardo Viola       | 1981-1981 |
| Leopoldo Fortunato Galtieri | 1981-1982 |
| Reynaldo Bignone            | 1982-1983 |